# Bielik (zwyczajny)
Bielik, orzeł bielik, birkut (Haliaeetus albicilla) – gatunek dużego ptaka drapieżnego z rodziny jastrzębiowatych (Accipitridae). Występuje w centralnej i północnej Palearktyce, od Islandii po Japonię; najbardziej na zachód wysunięta populacja zasiedla Grenlandię. Zamieszkuje głównie obszary przylegające do zbiorników wodnych, wzdłuż wybrzeży morskich, w pobliżu rzek. Gatunek osiadły, częściowo wędrowny. Generalista pokarmowy, odżywia się głównie rybami, ptactwem wodnym, okazjonalnie także padliną. Gniazduje na wierzchołkach dużych drzew, na konarach przy pniu, również na półkach urwisk skalnych. Pary są monogamiczne, zajmują terytoria o różnej wielkości, zależnie od dostępności pokarmu, i wyprowadzają jeden lęg w sezonie. Młodymi opiekują się obydwoje rodzice. W związku z antropopresją i zanieczyszczeniem środowiska liczebność gatunku zmniejszyła się znacząco do lat 70. XX wieku. Dzięki zabiegom ochronnym liczebność niektórych populacji wzrosła i ustabilizowała się. Ze względu na duży zasięg i korzystne trendy zmian liczebności populacji w klasyfikacji IUCN bielik ma status gatunku najmniejszej troski (LC).

## Taksonomia i systematyka
Bielik zaliczany jest do rodziny jastrzębiowatych. Przed rewolucją linneuszowską funkcjonował w nazewnictwie naukowym pod nazwami „Pygargus”, „Albicilla” i „Hinnularia”. Linneusz przyporządkował ten gatunek, wraz ze wszystkimi innymi ptakami drapieżnymi, do rodzaju Falco, pod nazwą Falco albicilla. Nie zaznaczył przy tym miejsca pozyskania holotypu, wpisał natomiast jako miejsce występowania „Europa, America”. Osobniki młodociane początkowo zaliczano do osobnego gatunku: Falco melanoetos. W związku ze zmianami w systematyce ptaków, bielik jeszcze w XIX w. został przyporządkowany przez Savigny’ego do utworzonego przez tegoż autora rodzaju Haliaeetus. W ramach rodziny jastrzębiowatych bielik jest wydzielany wraz z innymi 8 gatunkami z rodzaju oraz dwoma gatunkami z rodzaju Ichthyophaga jako podrodzina Haliaeetinae. W obrębie rodzaju najbliżej spokrewniony z bielikiem jest bielik amerykański – na podstawie danych morfologicznych, allozymatycznych oraz analiz mtDNA ustalono, że te dwa gatunki tworzą grupę siostrzaną. Nie stwierdzono jednak, by pomiędzy osobnikami tych gatunków dochodziło do hybrydyzacji międzygatunkowej.
W powszechnym mniemaniu bielik jest uważany za orła, jednak w rzeczywistości przedstawiciele rodzaju Haliaeetus są genetycznie bliżej spokrewnieni z rodzajami Ichthyophaga, Milvus i Haliastur niż z orłami właściwymi zgrupowanymi w rodzaju Aquila. W związku z tym niektórzy określają przedstawicieli tego rodzaju mianem „orłanów”, wskazując, że od orłów właściwych różnią się niektórymi cechami morfologicznymi, m.in. nieopierzoną dolną częścią skoku. Jednak inni ornitolodzy, nie negując odrębności genetycznej Haliaeetinae od Aquilinae, kwestionują poprawność nazwy „orłany”, zwracając uwagę na to, że jest to rusycyzm (w języku rosyjskim nazwa bielika to: orłan biełochwost), i że w krajach Europy Zachodniej przedstawiciele tej podrodziny określani są mianem „orłów morskich” (niem. – Seeadler, ang. – sea-eagle). W rezultacie niektórzy ornitolodzy przyjmują bardzo szeroką definicję orła („duże ptaki drapieżne, które nie są kaniami, myszołowami, sępami, sokołami lub jastrzębiami”), dopuszczając możliwość określania mianem orła, oprócz orłów właściwych, także gadożerów, harpii i orłów morskich.
Na podstawie danych molekularnych szacuje się, że radiacja orłów morskich nastąpiła przynajmniej 5 mln lat temu. Najprawdopodobniej przodkiem grupy był wymarły Haliaeetus piscator, którego skamieniałości znane są z miocenu Francji. Był to gatunek podobny do bielika, tylko mniejszy. Rozejście się linii bielika i najbliżej z nim spokrewnionego bielika amerykańskiego nastąpiło najprawdopodobniej ok. 1–2 mln lat temu, po kolonizacji kontynentu Ameryki Północnej przez te ptaki podczas plejstocenu.
Wyróżniane są dwa podgatunki H. albicilla:
- H. albicilla albicilla – jego przedstawiciele występują w Europie, północnej Azji do Indii i Chin,
- H. albicilla groenlandicus – jego przedstawiciele występują na Grenlandii. Podgatunek ten został opisany w roku 1831 przez Christiana Ludwiga Brehma jako Aquila groenlandicus[17].

Przedstawiciele podgatunku nominatywnego są nieco mniejsi od pobratymców z podgatunku zasiedlającego Grenlandię i mają mniejsze kości miednicy oraz mostka. Różnice te jednak nie są duże, dlatego odrębność obydwu podgatunków bywa kwestionowana. Bieliki z obecnie wymarłej egipskiej populacji, odizolowanej geograficznie, zostały opisane jako odrębne gatunki pod dwoma nazwami: Haliaeetus cinereus (von Heuglin, 1856) i Haliaeetus funereus (A. E. Brehm, 1856). Ojciec Brehma, Christian Ludwig Brehm, opublikował je wcześniej w 1855 jako nomina nuda. W 1874 Richard Bowdler Sharpe zsynonimizował te nazwy z Haliaeetus albicilla. Na Hawajach znaleziono subfosylne szczątki bielika z rodzaju Haliaeetus. Analiza genetyczna tych szczątków wykazała, że reprezentują one odrębną linię genetyczną, bliską pod względem pokrewieństwa do gatunku Haliaeetus albicilla, jednak ze względu na ograniczenia metodyczne badacze nie byli w stanie stwierdzić, czy był to osobny, endemiczny dla Hawajów podgatunek.

### Etymologia nazwy
Nazwa rodzaju oznacza morskiego orła i jest zlatynizowaną wersją zbitki dwóch greckich słów: hals – morze, słony i aetos – orzeł, epitet gatunkowy odnosi się do białej barwy ogona bielika (łac. albi-cilla – o białym ogonie).
W literaturze polskojęzycznej gatunek funkcjonuje pod wieloma nazwami, jako: bielik, orzeł bielik, birkut łomignat, bielik (zwyczajny), birkut, ostrzyż łomignat, orzeł morski, orzeł bielec, orzeł ślepy, orzeł białogłów, orzeł białogon, orzeł bosy. Nazwa bielik odnosi się do białej barwy piór ogona, birkut zaś jest słowem pochodzenia tureckiego, oznaczającym strzałę opatrzoną orlimi piórami.

## Zasięg występowania

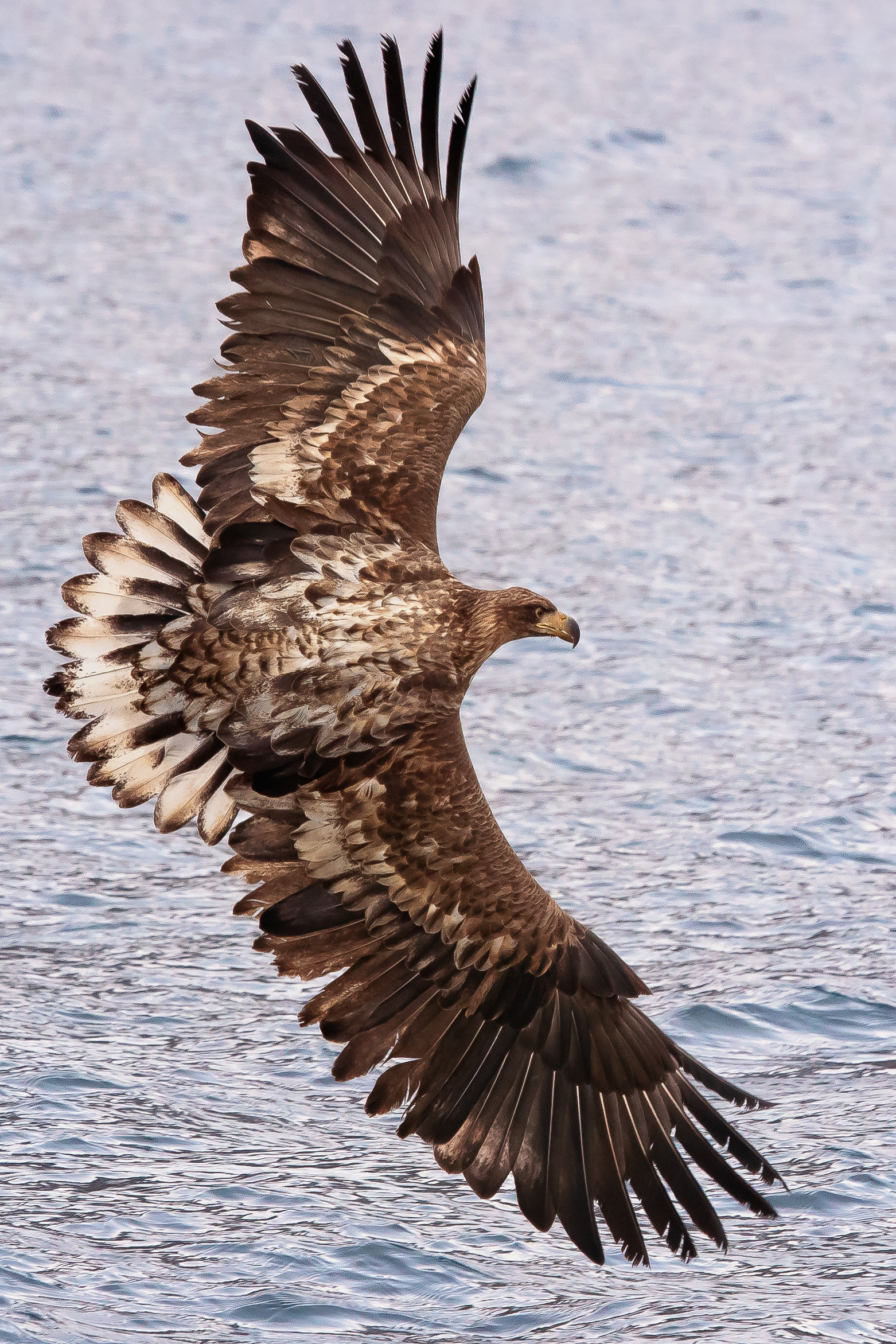
Młodociane bieliki, zwłaszcza we wschodniej części zasięgu, podejmują często migracje.

Bieliki występują w północnej i centralnej Palearktyce, od równoleżnika 72°N do 30°N. Część populacji jest wędrowna. Według BirdLife International obszar, na którym występują przedstawiciele tego gatunku, z wyłączeniem zimowisk, ma powierzchnię 43,2 mln km². Południowa granica zasięgu przebiega przez Grecję, Turcję, okolice Morza Kaspijskiego, jeziora Bałchasz (Kazachstan) i północno-wschodnie Chiny. W krainie orientalnej bieliki obserwowane były wyłącznie zimą, nie dalej niż do równoleżnika 22°N. Najbardziej na zachód wysunięta populacja zajmuje południowo-zachodnie wybrzeża Grenlandii. Status we wschodniej części zasięgu jest w dużej mierze nieznany, poza nią zmienny – zależnie od regionu: miejscami to gatunek zanikły lub rzadki, lecz na niektórych obszarach częsty, czy wręcz o wzrastającej liczebności. Najdalej na wschód wysunięte gniazdowania stwierdzono na Aleutach.
W Europie większość zasięgu obejmuje północne i wschodnie części lądu: od Islandii (gdzie zajmują zachodnią część wyspy), Szkocji (reintrodukowany), wybrzeży Norwegii i pozostałych części Półwyspu Fennoskandzkiego (północnej i południowo-zachodniej Finlandii, wschodniej Szwecji) przez Rosję, Ukrainę (poza terenami górskimi), Białoruś, dalej kraje bałtyckie, Polskę, północno-wschodnie Niemcy, północną i południową Danię, zachodnią Austrię, Słowenię, centralne i południowe Węgry oraz przyległą do nich część Chorwacji, sporadycznie również Grecję, po Bułgarię, Rumunię oraz wschodnią i zachodnią Mołdawię. Nieregularny europejski zasięg bielików ciągnie się po Morze Czarne i Turcję. Odizolowane stanowiska odnotowano także w Gruzji i Azji Mniejszej.
Azjatycka część areału obejmuje północne i centralne regiony kontynentu, na południu sięgając przynajmniej do kazachskiego jeziora Bałchasz i Morza Kaspijskiego. Wschodnie krańce zasięgu gatunku wyznaczają Kamczatka i Japonia (północne i wschodnie Hokkaido; rzadki), a dalej na południe Mandżuria. Dawniej wschodnia granica zasięgu przebiegała przez dolny bieg Jangcy. Bieliki zamieszkują również północne krańce Mongolii, skrajnie północno-zachodnią część Chin i północną Koreę Północną. Jedynym państwem, w którym zasięg bielików ma charakter ciągły i obejmuje duży teren, jest Rosja. Przedstawiciele H. albicilla występują tam od europejskiej części kraju na zachodzie do Morza Beringa na wschodzie. Nie gniazdują wyłącznie w dalekiej Arktyce i terenach przyległych do najbardziej zachodniej części Kazachstanu, jednak na podobnej szerokości geograficznej gniazdują w rosyjskiej części wybrzeża Morza Kaspijskiego. Północną granicę zasięgu wyznaczają równoleżnik 70°N, przechodzący przez rzekę Ob, ujście Jeniseju, Półwysep Gydański, Jamal, Kołymę, Indygirkę i Lenę do ponad 72°N, a nawet 75°N na półwyspie Tajmyr. Są najbardziej pospolitymi ptakami szponiastymi w rejonie Morza Białego (na wybrzeżu i nad jeziorami w interiorze), jednak niewiele bielików tam gniazduje ze względu na mroźny klimat.

### Zimowiska

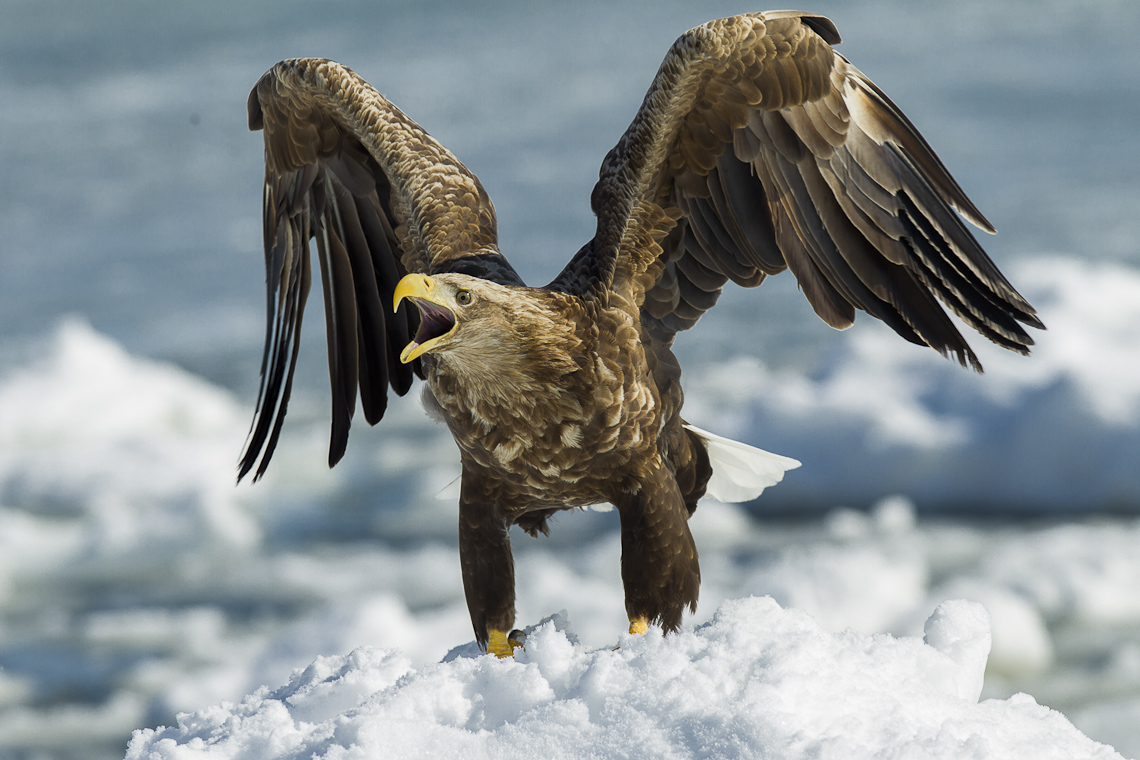
Jednym z krajów, w których bieliki spędzają zimę, jest Japonia. Na zdjęciu osobnik sfotografowany na Hokkaido.

Bieliki są ptakami osiadłymi, jednak część populacji jest wędrowna. W zachodniej części zasięgu większość bielików prowadzi osiadły tryb życia, nawet te zasiedlające Grenlandię. Rozmieszczenie zimowisk jest słabo poznane z uwagi na zmiany liczebności i zasięgu. Trudno rozróżnić między obszarami, gdzie bieliki spędzają zimę, a obszarami, gdzie pojawiają się zabłąkane osobniki. Wiadomo, że w niewielkiej liczbie bieliki zimują we Francji (w Lotaryngii i w okolicach Strasburga). Goszczą w Hiszpanii, Portugalii i na Malcie. Być może w Holandii istnieje populacja zimujących ptaków, nawet pomimo nieczęstych współcześnie lęgów na północnych wybrzeżach kraju. Poza sezonem lęgowym bieliki notowane są również w zachodnich Niemczech w Nadrenii Północnej-Westfalii, w północnych Niemczech, południowo-zachodniej Danii, zachodnio-centralnych Włoszech, północnej Austrii, południowej Słowacji i północnych Węgrzech. Zimują też w kilku miejscach w Europie Południowo-Wschodniej, z wyłączeniem jej północnych i wschodnich rejonów, gdzie gniazdują. Około 4% (kilkaset osobników) europejskiej populacji zimowej zimuje w Polsce, głównie na bałtyckich wodach przejściowych, ale też na śródlądowych zbiornikach. Okresowo migrujące lub włóczące się ptaki, w większości z populacji rosyjskiej, zalatują do Turcji, państw Lewantu, Azerbejdżanu i Iranu, dalej na południe po okolice Zatoki Perskiej (w listopadzie 2009 roku bielik po raz pierwszy pojawił się w Kuwejcie). W żadnym z tych państw nie są częste i pewne stwierdzenia są nieliczne. Dalej na wschód z rzadka obserwuje się bieliki w Turkmenistanie, Afganistanie, Uzbekistanie, Tadżykistanie i Pakistanie. Sporadycznie zimą pojawiają się w Indiach (w północno-zachodnich rejonach kraju i wzdłuż granicy z Nepalem) oraz w Bhutanie (wszystkie stwierdzenia pochodzą z doliny Mocz‘u w dystrykcie Punakʽa) i najdalej wysuniętej na północ części Bangladeszu. Zimujące ptaki przebywają także w północno-wschodniej Mjanmie, centralnych i południowych Chinach oraz, regularnie, w północno-wschodnich Chinach. W znaczącej liczbie bieliki zimują w Korei Południowej i Japonii, na południe po Honsiu. Osobniki, które wykluły się lub gniazdowały na Rosyjskim Dalekim Wschodzie, przemieszczają się, m.in. przez Morze Beringa, do Ameryki Północnej, gdzie stwierdzano ich obecność na Aleutach, Wyspach Pribiłowa, części kontynentalnej Alaski i Kodiak.
W wielu regionach stwierdza się pojedyncze, zabłąkane ptaki, jak w Wielkiej Brytanii – przy czym w tym państwie ustalenie statusu obserwowanego ptaka utrudnia istnienie reintrodukowanej szkockiej populacji. W Nepalu bieliki pojawiają się bardzo rzadko zimą i na przelotach. Według danych z lat 60. XX wieku zabłąkane ptaki notowano na Wyspach Komandorskich.

### Obserwacje sporadyczne i zmiany zasięgu
Bieliki sporadycznie obserwowano w Ameryce Północnej. Między 1977 i 1986 rokiem często obserwowano na Attu (Aleuty, Alaska) cztery osobniki, a w 1982 roku odkryto czynne gniazdo, w którym w kolejnym roku zaobserwowano pisklę. W 1983 roku bielik pojawił się także u wybrzeża Massachusetts, w pobliżu latarniowca u południowych wybrzeży Nantucket. Doniesień o gniazdowaniu na Ziemi Baffina nie potwierdzono. W 2007 roku po raz pierwszy zaobserwowano bieliki na Hawajach, na Kauaʻi – potwierdzono też gniazdowanie w Kilauea Point National Wildlife Refuge.
W XX wieku zasięg bielika skurczył się, w niektórych krajach bieliki wymarły. Z doniesień historycznych wynika, że w przeszłości bieliki gniazdowały także w Afryce, w Algierii (1975) i Egipcie. Na podstawie XIX-wiecznych zapisków i kilku okazów muzealnych ustalono, że wyprowadzały wówczas lęgi w Egipcie (współcześnie tylko nieregularnie pojawiają się tam zimą). Bieliki wymarły na Wyspach Owczych, gdzie gniazdowały do połowy XVIII wieku. W Mołdawii bieliki przestały gniazdować w 1975 roku po wcześniejszym drastycznym spadku liczebności. W 2013 roku, podczas pierwszych od 1981 roku prac terenowych poświęconych tym ptakom, stwierdzono jednak gniazdowanie 4 par. Na początku XX wieku nielicznie bieliki gniazdowały w Albanii. W 1963 roku liczebność populacji szacowano na 1–5 par. Według informacji z 2015 roku w Albanii populacja lęgowa całkowicie zanikła. W Macedonii bieliki mogły gniazdować jeszcze w latach 50. XX wieku, w okolicy jeziora Prespa przy granicy z Albanią, jednak później nie stwierdzono w tym kraju ich występowania.

## Morfologia i rozpoznawanie
Bieliki to duże ptaki o masywnej sylwetce. W locie zwracają uwagę długie, prostokątne skrzydła. W sylwetce ptaka szyja i mocny dziób wystają na podobną długość, co ogon. Dziób jest duży: o ile całkowita długość czaszki wynosi 122–138 mm, to z tego 58–65 mm stanowi dziób. Dziób w szacie ostatecznej ma, podobnie jak woskówka, intensywnie jasnożółty kolor. Koniuszki skrzydeł u siedzącego ptaka równają się z koniuszkiem ogona. Nogawice są dobrze widoczne, a skok nagi. „Palce” dłoni długie, wyraźnie zaznaczone. Ogon jest stosunkowo krótki, tępo zakończony, o klinowatym kształcie.
Dymorfizm płciowy jest słabo zaznaczony. Chociaż samice są zazwyczaj większe niż samce, a w locie wyróżniają się szerszymi skrzydłami i ostrzej zakończonym ogonem, to wizualnie z dystansu trudno określić płeć ptaka. Określenie płci osobnika, tak dorosłego, jak i pisklęcia, możliwe jest na podstawie kombinacji danych: wysokości dzioba i wymiarów szponu, a także iloczynu grubości i szerokości skoku (samice cechuje wyższa wartość tego iloczynu, a samce niższa – przy przyjęciu wartości iloczynu wynoszącej 215 jako kryterium rozróżniającego, w 89–90% przypadków oznaczenie płci jest zgodne ze stanem faktycznym). Identyfikacja płci jest możliwa także z wykorzystaniem markerów genetycznych.

### Wymiary
Długość ciała wynosi 74–92 cm, rozpiętość skrzydeł 193–244 cm. Samice są przeciętnie większe od samców. Masa ciała samic mieści się w przedziale 4,1–6,9 kg, samców zaś 3,1–5,4 kg. Długość skrzydła u samic sięga 610–715 mm, u samców: 552–600 mm; długość ogona: 285–515 mm u samic, 280–375 mm u samców; wysokość dzioba: 35,1–47,7 mm u samic, 32,4–36,0 mm u samców. W Europie jedynie orłosępy (Gypaetus barbatus) i sępy osiągają większe niż bieliki rozmiary ciała. Bieliki występujące na Grenlandii są nieco większe niż ich pobratymcy z innych terenów. Długość skrzydła zmierzona u tamtejszych ptaków wynosiła 624–652 mm u samców i 660–717 mm u samic. Wymiary szczegółowe z różnych źródeł dla dorosłych osobników, zestawione przez Mizerę (1999), przedstawione są w poniższej tabeli.
| Parametr                                   | Samce średnia±SD | Samice średnia±SD | Źródło                |
| ------------------------------------------ | ---------------- | ----------------- | --------------------- |
| Długość skrzydła (mm)                      | 606±26           | 668±26            | Cramp & Simmons, 1980 |
| Długość ogona (mm)                         | 280±19           | 305±19            | Cramp & Simmons, 1980 |
| Długość dzioba wzdłuż górnej krawędzi (mm) | 52,6±2,8         | 58,6±3,8          | Cramp & Simmons, 1980 |
| Wysokość dzioba (mm)                       | 32,1             | 39,0±1            | Willgohs, 1961        |
| Masa ciała (kg)                            | 4,0±0,8          | 5,6±1,0           | Cramp & Simmons, 1980 |

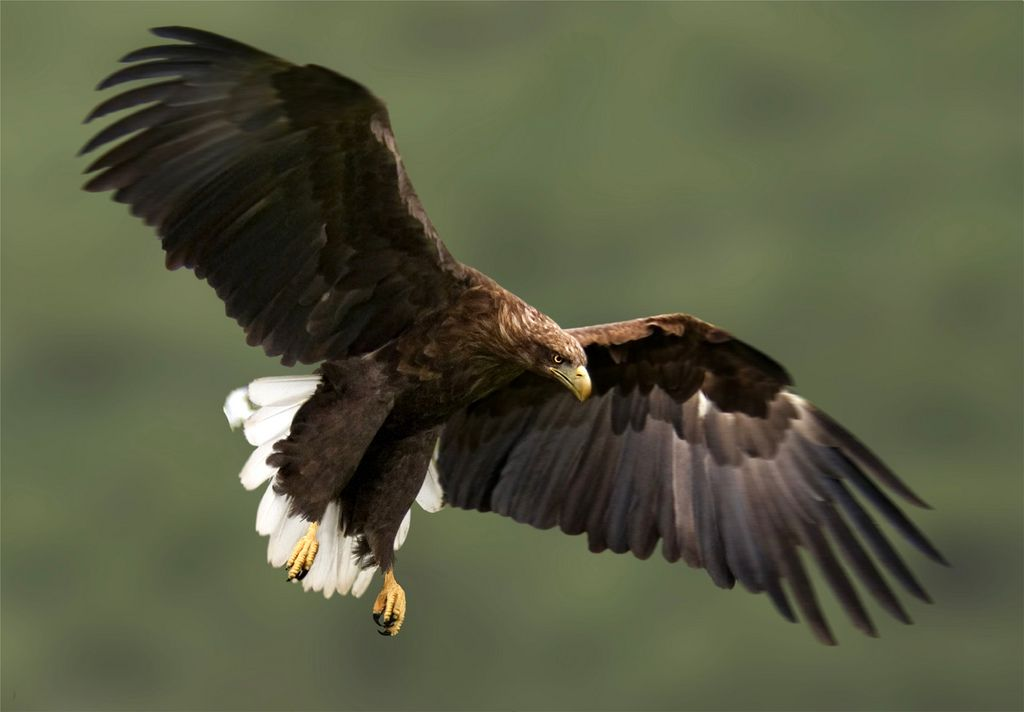
Ciemniejszy osobnik o intensywniejszych barwach. Obwód wołgogradzki, południowo-zachodnia Rosja.

Dorosłe osobniki mają upierzenie w większości brązowe, chociaż jasne krawędzie skrzydeł wierzchu ciała i pokryw skrzydłowych wizualnie rozjaśniają upierzenie. Głowa, szyja, pierś i pokrywy skrzydłowe mniejsze są wyraźnie jaśniejsze, nawet żółtawoszare. Pióra stopniowo ciemnieją w kierunku kupra, brzucha i nogawic. Lotki są już jednolicie ciemne, jaśniejsze w części proksymalnej. Z resztą upierzenia kontrastują białe sterówki z brązowo nakrapianymi nasadami, aczkolwiek często ogon przysłonięty jest przez skrzydła. W znoszonej lub wypłowiałej szacie mocniej podkreślone są jasne obszary, czasem niemalże białe. Niekiedy wiązane jest to z wiekiem, jednakże zależy od stopnia zużycia albo wyblaknięcia upierzenia. Na podstawie różnic w wybarwieniu sterówek (charakterystycznego dla osobnika układu plamkowania na chorągiewkach) możliwe jest odróżnienie poszczególnych osobników.
Młode ptaki w szacie juwenalnej mają upierzenie głównie w kolorze ciemnobrązowym, przy czym nierzadko głowa jest najciemniej wybarwiona. Pierś, brzuch i grzbiet skrzydeł są rdzawobrązowe z czarniawymi krawędziami. W szacie juwenalnej jest ciemny, z jasną nasadą. Dostrzec można widoczne w locie jasne podbarkówki i jasny pas na spodzie skrzydła. Białe podbarkówki utrzymują się kilka lat. Wszystkie pióra są świeże lub tak samo znoszone, inaczej niż w pierwszej szacie młodocianej (1.–2. lato), gdzie zwraca uwagę nierównomierne zużycie piór. Miejsca uprzednio rdzawobrązowe są wyblakłe, niektóre z piór płaszcza i piersi mają białe nasady. W drugiej szacie młodocianej (2.–3. lato) kolorystyka upierzenia jest zmienna, generalnie jednak coraz ciemniejsza, brązowa. U części ptaków na piersi i grzbiecie wciąż utrzymuje się białe plamkowanie. W 3. szacie młodocianej (3.–5. lato) bieliki są już wyraźnie podobne do dorosłych, upstrzone pojedynczymi białymi piórami i z nadal szarobrązową głową i szyją. U młodych ptaków ogon w większości ciemny, potem w kolejnych szatach jaśnieje, by w szacie dorosłej stać się śnieżnobiałym. Jaśnieje także dziób, początkowo ciemnobrunatny, a u dorosłych żółty.
Pisklęta są pokryte brudnosiwym, gęstym puchem. W miejscach przyszłych piór występuje długi i rzadki biały puch. Zajady są żółtozielone, nogi jasnożółte, dziób i pazury ciemnorogowe.

### Głos
Repertuar głosów, wydawanych przez bieliki, jest bogaty. Wokalizacje bielików, zwłaszcza w sezonie lęgowym, są głośne, choć niektórzy autorzy opisują dźwięki przez nie wydawane jako niezbyt głośne jak na tak duże ptaki. Głos samca często bywa zapisywany jako gri-gri-gri lub krik-krik-krik, samice natomiast odzywają się głębszym gra-gra-gra-gra lub krau-krau-krau-krau. Głos ten stopniowo nabiera tempa i tonacji, cała sekwencja może zawierać 15–30 pojedynczych dźwięków. Dobrane w pary bieliki często odzywają się w duecie, w locie lub z gałęzi. Siedzący samiec odzywa się kyi-kyi-kyi-kli-kliek-yak (transkrypcja angielska) z głową odchyloną do tyłu lub w górę, samo zawołanie kończy się niższym ko-ko-ko. Samice odzywają się podobnym do samczego, ale głębszym krau-krau-krau-uik-ik. Przeważnie głosy wydawane przez siedzące ptaki są wyższe i bardziej przenikliwe niż te, które usłyszeć można od lecących ptaków. W trakcie zalotów samiec nawołuje krau-krau-krau-uik-ik-ik, samica natomiast odpowiada mu niższym ra-rak-rak-rak-rak. Młode w gnieździe wołają przeszywającym piieh-piieh, samica podczas odbierania pokarmu od samca odpowiada mu tszie-tszie lub wueee-wueee. Pojedyncze lub powtarzane krlee bywa używane różnorodnych sytuacjach. Głos ostrzegawczy to przeważnie 3 lub 4 krótkie klee lub klek notes. Niekiedy bieliki alarmują lub wyrażają niezadowolenie głębokim gah-gah-gah lub jok-jok-jok, podobnym do głosu dużych mew. Głos ten używany jest również podczas zbliżania się innych zwierząt, w tym człowieka, do gniazda. Młode, gdy są głodne, wydają z siebie monotonne weee-weee. Jeśli w porę nie otrzymają pokarmu lub opieki, wołanie staje się intensywniejsze.

### Lot

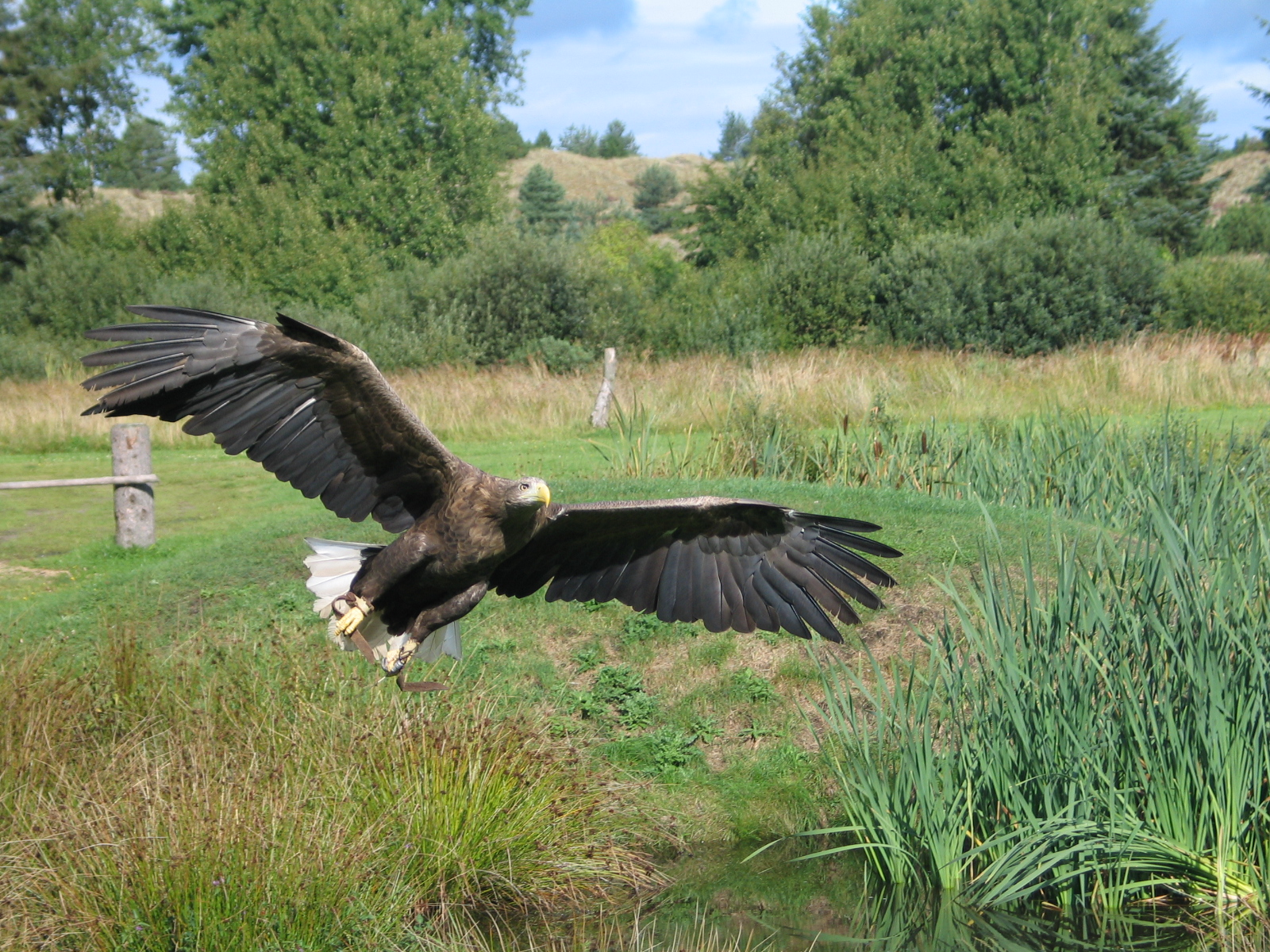
Bielik w locie, Dania

W locie bieliki wyróżniają szerokie, prostokątne skrzydła o palczasto rozcapierzonych końcach lotek I rzędu, widać też ich kontrastujące podbarkówki. Ptaki szybując trzymają skrzydła płasko lub nieco uniesione i lekko wygięte. Podczas lotu ślizgowego skrzydła są wysunięte do przodu, z wystającymi nadgarstkami i opuszczoną dłonią. Na lot aktywny składają się serie płytkich uderzeń skrzydeł, przedzielone krótkimi fazami lotu ślizgowego. W trakcie godów bieliki często latają parami, dochodzi wówczas do akrobatycznych walk powietrznych na dużej wysokości, zwykle tuż pod pułapem chmur. Ptaki chwytają się szponami i koziołkując spadają z dużej wysokości, rozdzielając się tuż nad ziemią. Bywa że w takich akrobacjach bierze udział więcej niż jedna para.
Bieliki nie spędzają dużo czasu w powietrzu. Gdy już zajmą terytorium, na loty przeznaczają średnio 6,8%–33,1% czasu dziennie, jedynie zimą udział ten zwiększa się, co wynika z większej ilości czasu poświęcanej na poszukiwanie pokarmu. Na przemieszczanie się w obrębie terytorium składało się tylko 9,1% czasu spędzonego dziennie w powietrzu, zdecydowanie więcej czasu bieliki poświęcają na loty godowe i związane z ochroną terytorium (45,8%) oraz na loty w poszukiwaniu pożywienia (45,1%). Średni dystans, jaki dorosły ptak pokonuje dziennie to 124 km. Młode poświęcają więcej czasu na loty pokarmowe niż stare, co wynika najprawdopodobniej z różnicy w doświadczeniu w poszukiwaniu i zdobywaniu pokarmu.
Bieliki przemieszczające się na nogach wydają się być ociężałe, poruszają się mniej zgrabnie od orłów przednich (Aquila chrysaetos).

## Genetyka
Diploidalna liczba chromosomów tego gatunku to 2n=66, w tym 6 mikrochromosomów. 9 par chromosomów jest akrocentrycznych, 1 – subtelocentryczna, 15 – metacentrycznych do submetacentrycznych. Chromosom Z jest submetacentryczny i jest największym chromosomem w całym garniturze. Kariotyp bielika jest podobny do kariotypów H. leucocephalus, H. vocifer i H. pelagicus.
W całym obszarze występowania populacje bielika wykazują małą zmienność genetyczną. Wyróżnić można dwie odmienne haplogrupy: jedną, grupującą genotypy z zachodniej części zasięgu, i drugą – ze wschodniej części zasięgu gatunku. W Europie współwystępują osobniki należące do obydwu haplogrup. Rozdział obydwu linii nastąpił w plejstocenie. Taki wzór zmienności wskazuje najprawdopodobniej na to, że w trakcie zlodowaceń populacje bielika przetrwały w izolowanych od siebie refugiach w centralnej (region pontokaspijski) i zachodniej (wybrzeża Atlantyku) Eurazji, a po ustąpieniu lądolodu nastąpiła ekspansja osobników ze wschodniego refugium, zwłaszcza w kierunku północnym, i mieszanie puli genowej obydwóch populacji. Ekspansji bielików sprzyjać mogły towarzyszące ustępowaniu lądolodu podnoszenie poziomu morza i związane z tym zwiększanie się długości linii brzegowej. Największą różnorodność genetyczną udokumentowano w populacjach z rejonu Morza Bałtyckiego. Nie stwierdzono, by istniała korelacja pomiędzy wielkością populacji bielika a ich różnorodnością genetyczną – np. bardzo duża populacja norweska jest bardziej homogenna pod względem genetycznym niż sąsiednia, mała populacja z Półwyspu Kolskiego. Ponadto analizy struktury genetycznej populacji wskazują na to, że populacje z Grenlandii i Islandii różnią się mniej od pozostałych populacji niż osobniki z Japonii i znad Amuru. Tym niemniej populacja grenlandzka wyróżnia się niską różnorodnością w badanym odcinku mtDNA oraz obecnością unikalnego, niespotykanego w pozostałych populacjach, haplotypu A03, co świadczy o stopniowo postępującej izolacji tej populacji. Drastyczne zmniejszenie liczebności gatunku w Europie, do którego doszło w XIX i na początku XX wieku, nie spowodowało jednak zmniejszenia różnorodności genetycznej (efektu wąskiego gardła) populacji europejskich. Przypuszcza się, że jest to wynikiem długowieczności bielików (ich długość życia dochodzi do 20–30 lat) i tego, że okres niskiej liczebności trwał stosunkowo krótko (przez czas odpowiadający długości trwania dwóch pokoleń bielików). Do zachowania różnorodności genetycznej przyczyniły się również działania na rzecz ochrony wielu małych, lokalnych populacji gatunku.

## Ekologia i zachowanie

### Siedlisko
Bieliki zajmują siedliska położone w sąsiedztwie środowisk wodnych, bowiem w płytkim litoralu lub nad wodą zdobywają większość pokarmu. W pobliżu wód, zarówno śródlądowych, jak i u wybrzeży morskich, budują gniazda, koczują w okresie polęgowym i gromadzą się na noclegowiska (np. w Chorwacji 95% gniazd znajdowało się nie dalej niż 4 km od dużych zbiorników śródlądowych). Bieliki zasiedlają różne typy wybrzeży morskich: fiordowe, ze skalistymi, wysokimi klifami, szkierowe, ale również nizinne wybrzeża w pobliżu ujść rzek: estuaria i zalewy nadmorskie, oraz jezior przymorskich. Na terenach w głębi lądu preferują siedliska w pobliżu rzek, jezior, stawów, także tych położonych na terenach górskich (do wysokości 4000 m n.p.m.). Zależnie od warunków, mogą to być siedliska bezdrzewne (np. skaliste na Grenlandii, stepowe i półpustynne w centralnej Azji), z nielicznymi, niskimi drzewami (np. w Norwegii), jednak najczęściej wybierane przez bieliki są siedliska leśne, zwłaszcza ze starodrzewami, w których można założyć gniazda. Bieliki gnieździć się mogą w różnych typach lasów, od tajgi na północy kontynentu, po lasy bagienne i rosnące na równinach zalewowych na południu. W Europie Środkowej są to przede wszystkim bory i buczyny, a także w grądy, łęgi, olsy. Bieliki do gniazdowania wymagają siedlisk, w których aktywność ludzka utrzymuje się na niskim poziomie – niepokojone mają tendencję do porzucania gniazda. Minimalny tolerowany przez przedstawicieli gatunku dystans do potencjalnych źródeł zakłóceń (dróg, osiedli, źródeł hałasu) jest różny, zależnie od typu środowiska i rejonu geograficznego (np. w Chorwacji określono go na 1–2 km), zwykle jest większy w środowiskach otwartych. Lokalne populacje z biegiem czasu mogą zmieniać preferencje siedliskowe. W Polsce na przełomie XX i XXI wieku wzrost liczebności bielika wiązał się z częstszym niż wcześniej gniazdowaniem poza zwartymi kompleksami leśnymi, nawet na pojedynczych drzewach w krajobrazie rolniczym.

### Migracje
Choć większa część populacji bielików jest osiadła, to niektóre bieliki podejmują migracje. Migrują osobniki młodociane, a także osobniki z populacji na północnych i wschodnich krańcach zasięgu gatunku. W zachodniej części zasięgu bieliki podejmują wędrówki nieczęsto, osiadły tryb życia prowadzą nawet te pochodzące z Grenlandii, Islandii czy wybrzeża Norwegii. W południowej części zasięgu zimowe wędrówki są rzadsze, większość par nie opuszcza swoich terytoriów cały rok. Osobniki z interioru mogą przemieszczać się na wybrzeża. Populacje azjatyckie natomiast regularnie migrują pomiędzy lęgowiskami na północy i zimowiskami na południu. Przyczyną migracji jest surowy klimat i brak możliwości zdobywania pokarmu zimą. Tamtejsze ptaki migrują na zimowiska położone pomiędzy Hokkaido a Zatoką Tonkińską, oddalone o 2–5 tys. km od ich lęgowisk. Trasę tę pokonują w 57–84 dni. Na Dalekim Wschodzie bieliki zdają się wybierać odmienne trasy wędrówek jesienią i wiosną. Jesienią z północno-centralnej Kamczatki udają się na Hokkaido przez Wyspy Kurylskie, za to wiosną ich droga wiedzie na północ przez Sachalin i północno-zachodnie wybrzeża Morza Ochockiego. Osobniki z okolic Morza Białego wyruszają na zimowiska od sierpnia do listopada, choć niektóre zostają dłużej podczas łagodnych zim. W okolice Morza Białego powracają w lutym albo marcu. 
Młode bieliki chętniej niż dorosłe podejmują wędrówki, szybko opuszczając obszary, gdzie się wykluły. Jednak jeśli okolica obfituje w łatwo dostępny pokarm również one będą koczować w pobliżu miejsca urodzenia. W północno-zachodniej Europie migracje młodocianych osobników rozpoczynają się od sierpnia do września, powroty zaś w kwietniu i marcu – później, niż w przypadku osobników dorosłych. Młodociane, 2.–4. letnie ptaki zalatują nieraz daleko od miejsc rodzinnych. Spośród zaobrączkowanych młodocianych bielików w Norwegii niewiele podejmowało dalsze wędrówki, lecz jeden z nich został znaleziony 720 km na południe od swojego gniazda, w okolicy Karlstad (Szwecja), inny z kolei zapuścił się w okolice Morza Wattowego (Holandia). Możliwe, że większość holenderskiej populacji tworzą osobniki przybyłe z Norwegii. Młodociane ptaki z Finlandii i Szwecji przemieszczają się w kierunku południowo-zachodnim, na wybrzeża Bałtyku. Jeden osobnik z Finlandii dotarł 520 km na zachód, do północnej Norwegii, inny pojawił się w Bułgarii. Młode ptaki z Niemiec zwykle nie wędrują daleko, przeważająca część nie docierała dalej, niż 50 km od gniazda, przeważnie pozostawały u wybrzeża Bałtyku. Niektóre jednak rejestrowano we Włoszech, 1030 km od miejsca wyklucia, czy w Żyrondzie (Francja), 1520 km na południowy zachód od gniazda. Osobnik zaobrączkowany nad Morzem Białym doleciał w trakcie wędrówki na Węgry (ponad 2600 km od miejsca urodzenia).
Zimą migrujące bieliki – szczególnie młode – stają się towarzyskie i łączą się w grupy, niezależnie od długości i charakteru podejmowanej wędrówki. Formowane przez nie grupy liczą do 10 osobników, a w obszarach z liczniejszą populacją lęgową (na przykład w Norwegii) do 30–40. Miejscami (np. w okolicach Zalewu Szczecińskiego i na Hokkaido) na zimowiskach mogą się zbierać grupy liczące nawet kilkaset osobników. Grupy zimujące zwykle są większe w czasie mroźniejszych zim, podczas gdy w łagodniejszym czasie osobniki pozostają w większym rozproszeniu. Monitorowanie przez 37 zim zbiorowisk zimujących osobników u wybrzeża Bałtyku i wzdłuż Łaby wykazało, że w podanych obszarach bieliki osiedlają się najpierw w listopadzie. W styczniu liczebność jest największa, zaczyna maleć w marcu i na początku kwietnia.

### Terytoria
Bieliki to ptaki terytorialne. Terytorium potrzebne jest w celu zapewnienia wyłączności korzystania z zasobów środowiska, zwłaszcza miejsc gniazdowych, noclegowisk i pokarmu. W przypadku bielików terytorializm nie jest mocno zaznaczony – ściśle bronionym jest tylko niewielki obszar w pobliżu gniazda (terytorium gniazdowe), pozostałą przestrzeń, wykorzystywaną przez parę bielików (lub pojedynczego osobnika) określa się jako rewir (areał osobniczy). Wielkość areałów osobniczych bielików jest zróżnicowana: od 2,3–19,2 km² w północnych Niemczech, 6–9 km² na wybrzeżach Norwegii do 415-600 km². Zazwyczaj powierzchnia areału osobniczego to nie więcej niż 130 km². Wielkość areału zależy od dostępności miejsc gniazdowych, obfitości pokarmu i stanu populacji bielików – jest większa gdy populacja jest daleko od poziomu pojemności środowiska. W przypadku, gdy tereny łowieckie są bogate w pokarm, a brakuje odpowiednich miejsc gniazdowych, pary bielików mogą gniazdować w odległości kilkuset metrów od siebie co stwierdzono np. nad Zalewem Szczecińskim. W tej sytuacji, mimo iż ptaki utrzymywały kontakt wzrokowy, nie dochodziło między nimi do konfliktów. Podobnie w Norwegii, pary gniazdujące nad morzem zajmują rewiry wzdłuż wybrzeża o szerokości zaledwie 3–4 km, a nawet 1–2 km. Na obszarach śródlądowych rewir zwykle rozciąga się w promieniu 4–6 km od gniazda (60–100 km²). Wzdłuż 80-kilometrowego odcinka rzeki Jenisej odnaleziono 5 gniazd. Większe rewiry odnotowano u ptaków gnieżdżących się na Syberii oraz na obszarach, na których liczebność populacji bielika zmalała wskutek presji człowieka, a same ptaki aby przetrwać gniazdowały w rozproszeniu.
Choć bieliki nie wykazują dużej agresji wobec osobników własnego gatunku, zwłaszcza młodych, wtargnięcie na terytorium obcego samca w szacie dorosłej prowokuje właściciela terytorium do walki. Zdarzają się śmiertelne potyczki czy uszkodzenia gniazda podczas ataku. Niski poziom agresji może wynikać z tego, że zagęszczenie populacji bielików jest zwykle niższe niż poziom pojemności środowiska.

## Zdobywanie pokarmu

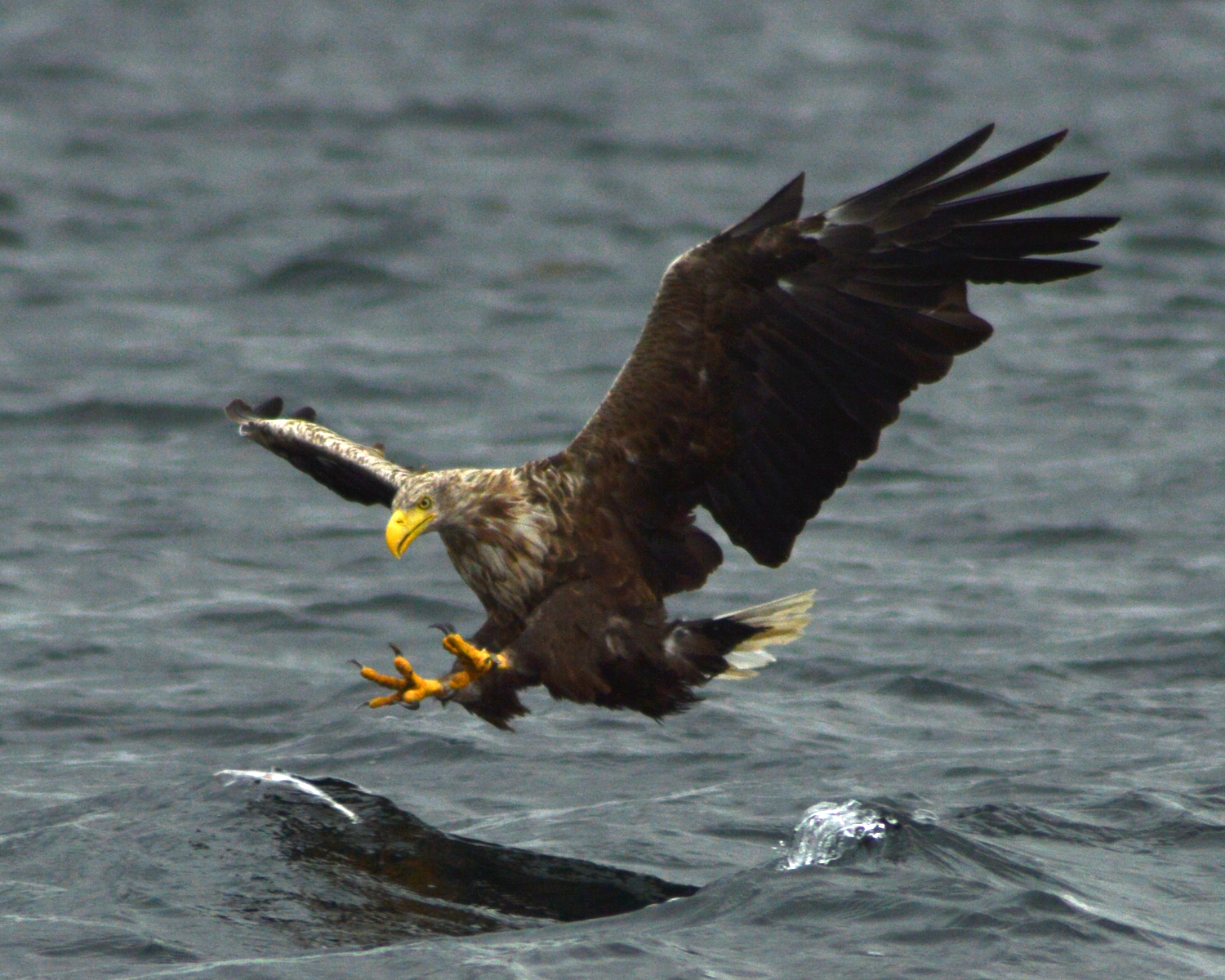
Bielik polujący na ryby w okolicy szkockiej wyspy Mull.

Bieliki są drapieżnikami i padlinożercami. Są generalistami pokarmowymi. Ich głównym źródłem pokarmu są ryby i ptactwo wodne, padlina zaś jest ważnym uzupełnieniem diety. Rzadziej chwytają ssaki, choć okresowo na niektórych obszarach ich udział w diecie może się zwiększać. Bieliki zdobywają pożywienie głównie w ekotonach, na granicy różnych typów siedlisk – najczęściej w litoralu. Skład diety bielików różni się w zależności od rejon geograficznego i siedliska, w którym bytują, wieku i preferencji osobniczych, dostępności pokarmu, pory roku i warunków pogodowych. Na podstawie różnic w składzie izotopów trwałych stwierdzono, że np. bieliki w Niemczech bazują głównie na pokarmie ze zbiorników śródlądowych i rzek, te z Finlandii – na pokarmie zdobywanym w słonawych wodach Bałtyku, a te z Grenlandii – na pokarmie zdobywanym na wybrzeżu Atlantyku. Duża wariancja w populacji niemieckiej wskazuje na międzyosobnicze różnice w składzie diety. Dieta osobników młodocianych w większym stopniu opiera się na padlinie oraz na ofiarach łatwych do schwytania, takich jak łyski, natomiast sygnatury izotopowe osobników dorosłych wskazują na większy udział rybożernych ptaków w pokarmie tej grupy wiekowej. Skład diety bielików zmienia się w zależności od pory roku. Jak wykazały badania populacji zasiedlającej Niemcy, zimą, niezależnie od wieku osobników, udział padliny w składzie pokarmu bielików wzrasta do 29,5%, co badacze tłumaczą większą dostępnością padliny związaną z zimowym sezonem polowań (bieliki korzystają z trupów zwierząt zmarłych wskutek postrzału).
Bieliki optymalizują wybór pokarmu i sposób jego zdobywania w zależności od jego dostępności. Jeżeli mają pod dostatkiem pokarmu, preferują większe ryby niż mniejsze, a także wolniejsze i mniej zwinne osobniki ptactwa wodnego (np. kaczki nurkujące) od tych szybszych i zwinniejszych (np. kaczek pływających). Osobniki dorosłe, prawdopodobnie ze względu na większe doświadczenie i lepsze rozeznanie w terenie, mają większą skuteczność w atakach na ofiary niż osobniki młodociane. Największą skuteczność wykazują w atakach na ryby. Wpływ na skuteczność ma także pora roku – największą skuteczność stwierdzono wiosną (co może wynikać z tego, że wówczas ma miejsce tarło preferowanych gatunków ryb i związane z tym gromadzenie się ryb na płyciznach), a najmniejszą zimą.

### Skład gatunkowy diety

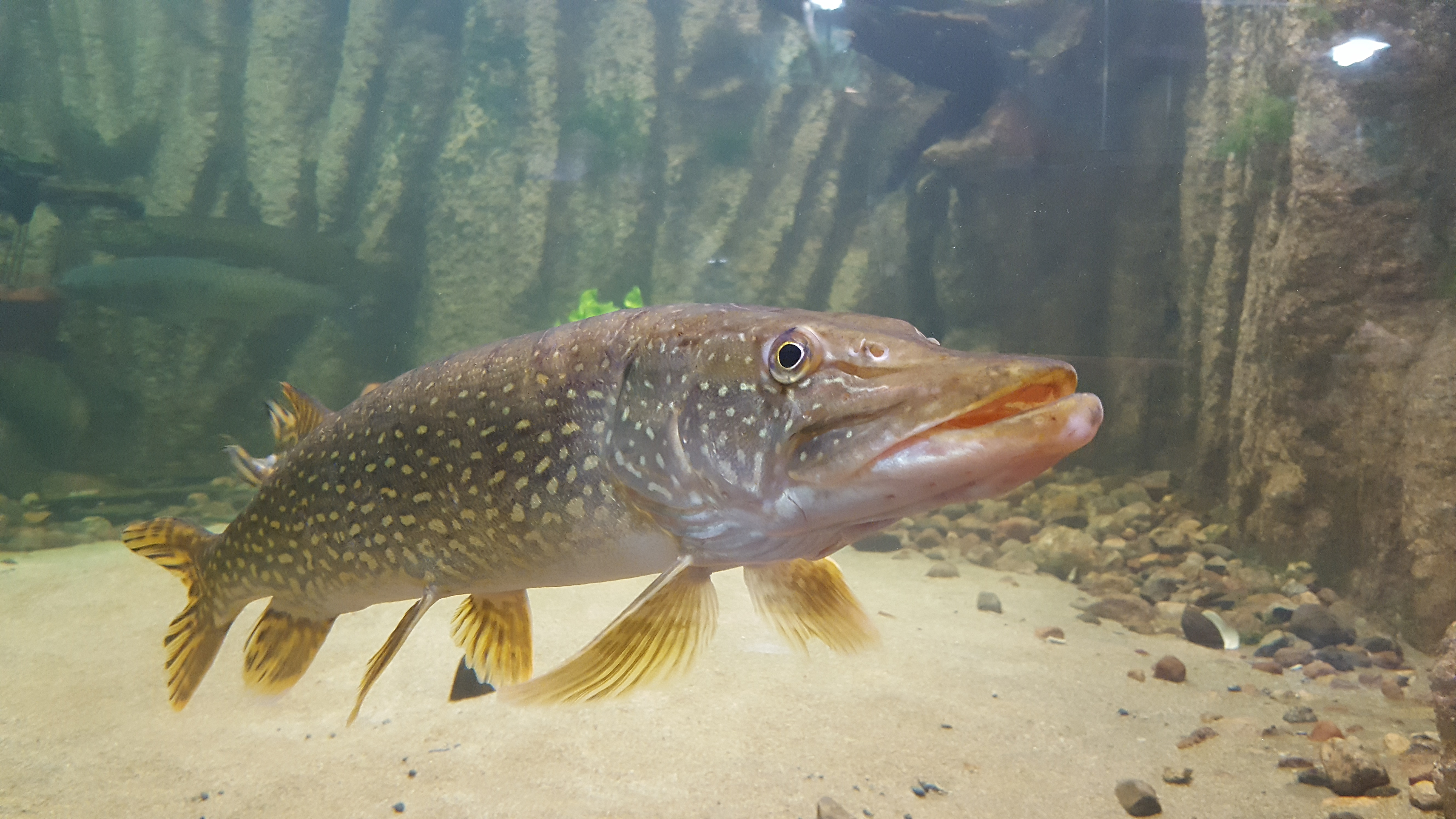
Szczupak jest często główną pozycją w menu bielika.

W skład diety bielików wchodzi wiele gatunków zwierząt, co jest pochodną szerokiego zasięgu geograficznego tego gatunku. Jednym z najważniejszych źródeł pokarmu bielików są ryby – np. w populacji grenlandzkiej stanowią one większość (93%) konsumowanego pokarmu, podobnie na Mazurach (74%) i w północnych Niemczech (77%). Ogółem w diecie bielików odnotowano około 70 gatunków ryb słono- i słodkowodnych. Spośród nich tymi, które stwierdzano najczęściej, są: dorsze, zębacze smugowe, tasze, łososie, golce, szczupaki, leszcze, płocie, wzdręgi, karpie, karasie, miętusy i sieje. Bieliki wybierają osobniki pływające przy powierzchni wody (zwykle nie głębiej niż do 1 m) słabsze, chore, świeże lub śnięte. Z badań nad bielikami żerującymi nad jeziorami w północnych Niemczech wynika, że skład gatunkowy ryb złowionych przez bieliki różni się od obsady gatunkowej ryb w jeziorach: bieliki unikają polowania na okonie, także węgorze i płocie są reprezentowane w diecie bielika rzadziej, niż by to wynikało z częstości ich występowania w środowisku. Bieliki chwytają ryby o różnej wielkości: od 0,1 kg do 6–8 kg. W literaturze są informacje o atakach na znacznie większe ryby, o masie nawet ok. 15 kg – niekiedy osobniki, które zaatakowały tak dużą rybę, nie były w stanie unieść jej w powietrze i musiały holować ją w wodzie do brzegu. Atak na zbyt dużą rybę może skończyć się śmiercią ptaka wskutek utopienia – odnotowano złapanie dużego halibuta, w którego grzbiecie tkwiła wbita szponami noga bielika. Bieliki preferują chwytanie ryb o średniej wielkości ciała: o długości od 30 do 50 cm, i masie od ok. 0,5 kg do 3 kg (średnio około 0,94 kg).

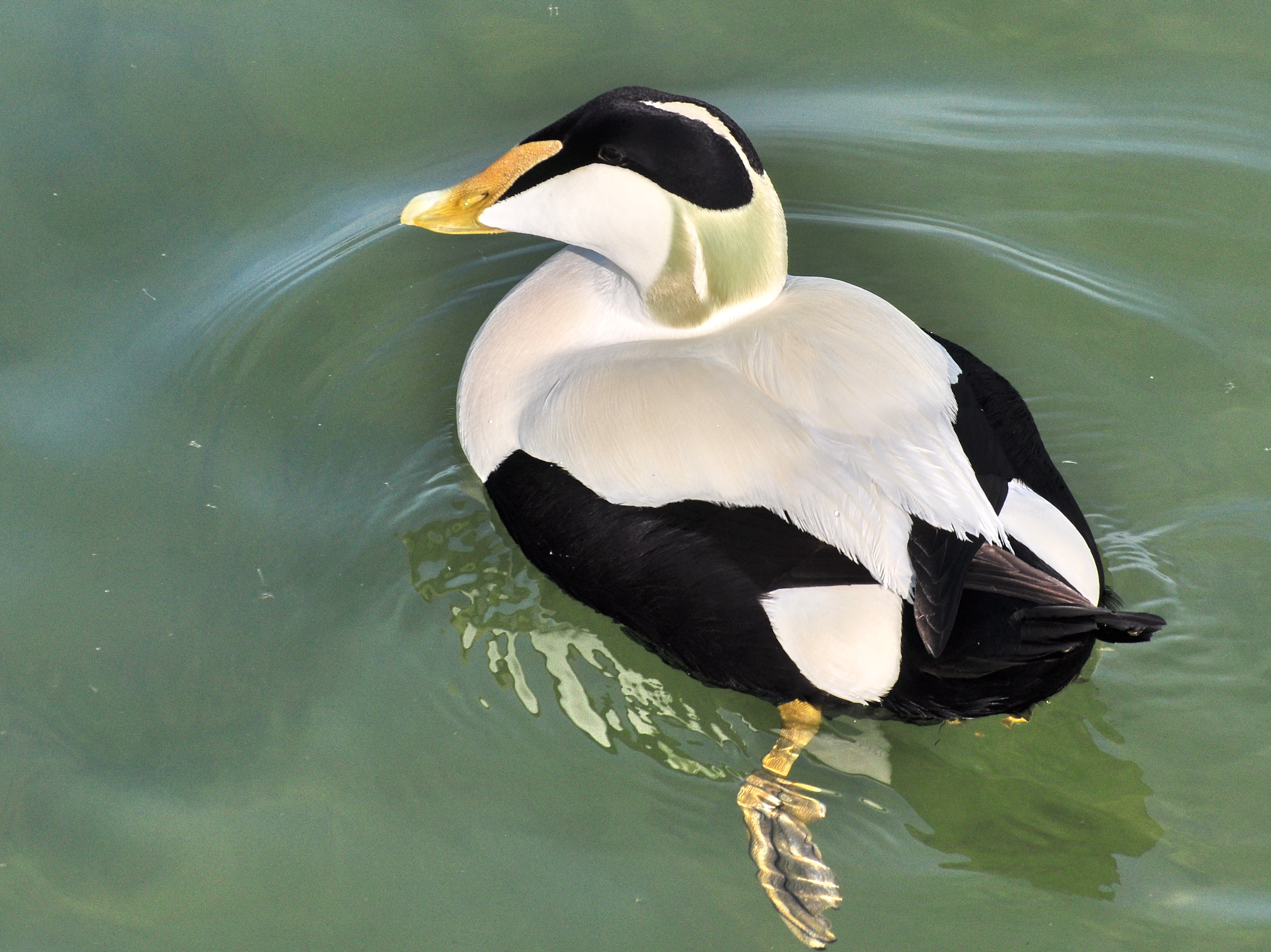
Pływające samce edredonów (Somateria mollissima) to częsty łup bielików.

Ptaki są również ważnym elementem diety bielików. W niektórych populacjach to właśnie ptaki (przede wszystkim wodne ptaki nurkujące) dominują w pokarmie, co stwierdzono np. na obszarach Szlezwika-Holsztynu (ponad 50% udział ptactwa w diecie), nad zatoką Kandałaksza (79,1% udział) i w Szkocji (73,5% udział). Wśród ofiar bielików odnotowano 170 gatunków ptaków. Bieliki atakują zarówno ptaki dorosłe, także te wysiadujące jaja, jak i młodociane, porywają też pisklęta i jaja. Mogą rabować także gniazda innych ptaków drapieżnych (sokoła wędrownego, myszołowa, rybołowa, uszatki czy też puchacza).
Zakres wielkości ptaków, na które polują bieliki, jest duży: od ptaków wielkości szpaka aż do tak dużych jak łabędzie krzykliwe. Najczęściej łupem bielików pada ptactwo wodne: głównie kaczki, gęsi, nurzyki, nurniki, perkozy, a także żurawie, kormorany, mewy i rybitwy. Bieliki preferują łowy na nurkujące ptaki wodne, zwłaszcza na edredony i łyski, udział tego ostatniego gatunku w pokarmie bielików stanowić może nawet 33–73%. Kaczki pływające, będące sprawniejszymi lotnikami, są atakowane relatywnie rzadziej. Jedynie w trakcie pierzenia, gdy są nielotne, również one mogą stanowić znaczącą część diety. Spośród nich, ze względu na rozprzestrzenienie, najczęściej łupem bielików padają krzyżówki. Stwierdzono też żerowanie bielików na około 60 gatunkach ptactwa lądowego, m.in.: pardwy, głuszce, cietrzewie, gawrony, wrony, bażanty i gołębie. Znaczenie ptaków lądowych jako źródła pożywienia dla bielika jest jednak niewielkie, lokalnie jedynie krukowate mogą stanowić większy udział w diecie bielików. W 2010 odnotowano, że coraz częściej ofiarą bielików padają też bociany i ich pisklęta.
Ssaki mają niewielkie znaczenie jako źródło pokarmu bielików. Ich udział ilościowy w pokarmie stanowi od 1,9–6% do 12%, wyjątkowo tylko stwierdzano większy ich udział – np. wynosił on 41% w jednym z rezerwatów w Laponii, gdzie bieliki żywiły się piżmakami i lemingami. Oprócz dwóch wymienionych wyżej gatunków lokalnie również zającowate (króliki, zające i bielaki) mogą odgrywać istotną rolę jako pokarm bielika. Spośród innych ssaków wśród upolowanych przez bieliki zwierząt stwierdzono – różne gatunki gryzoni (m.in. karczowniki, szczury i myszowate), a także młode saren, warchlaki dzików, lisy, kuny leśne, wydry i norki. Obserwowano także skuteczne ataki bielika na młode foki pospolite o masie do 18–20 kg. Przez wiele lat wierzono, że bieliki polują na zwierzęta gospodarskie przebywające na pastwiskach – w rzeczywistości prawie wszystkie obserwacje ptaków, pożywiających się inwentarzem na pastwiskach, dotyczyły zwierząt żerujących na padlinie.
Inne zwierzęta są przez bieliki chwytane rzadko. O ile niektóre z bezkręgowców czasami pojawiają się w ich diecie, jak np. meduzy, głowonogi – w tym kałamarnice olbrzymie, kraby i raki, rozgwiazdy, jeżowce i małże, to gady i płazy są zjadane jedynie wyjątkowo.

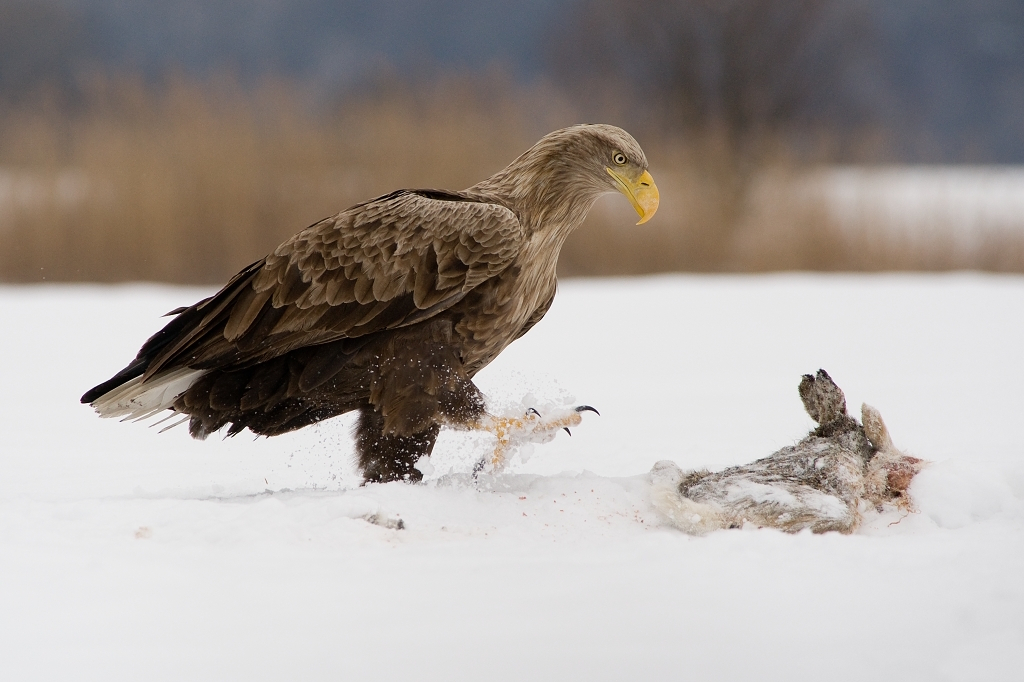
Padlina jest zimą ważnym źródłem pokarmu dla bielików.

Bardzo ważnym źródłem pokarmu, szczególnie zimą i dla osobników młodocianych, jest padlina. Stanowić może ona około 29,5% diety bielików. Przedstawiciele tego gatunku zjadają zarówno martwe ssaki (łosie, renifery, foki, wieloryby oraz zwierzęta domowe), ptaki i ryby, a także padłe bezkręgowce. Na tuszach martwych zwierząt, jeśli są one większych rozmiarów, gromadzić się może kilka-kilkanaście ptaków. Podobnie osuszane stawy rybne również przyciągają bieliki, szukające martwych ryb. Chętnie i często zjadane są zwierzęta postrzelone przez myśliwych oraz potrącone przez pojazdy.

### Racja pokarmowa
Racja pokarmowa bielika zależy od jego wieku i składu diety. Pisklę, w okresie od wyklucia z jaja do opuszczenia gniazda, zjada przeciętnie ok. 50 kg pokarmu (przy diecie składającej się głównie z ryb), w ostatnich pięciu tygodniach pisklęta zjadają średnio 820 g ryb dziennie. Dorosłe osobniki z populacji norweskiej konsumowały średnio 625 g pokarmu, na który w większości składały się ryby. Bieliki hodowane w niewoli na diecie mieszanej konsumowały od 409 g do 618 g pokarmu dziennie, co stanowiło ok. 9,4% masy ich ciała. Dorosłe osobniki mogą skonsumować dziennie do 2 kg pokarmu.

### Strategie polowań

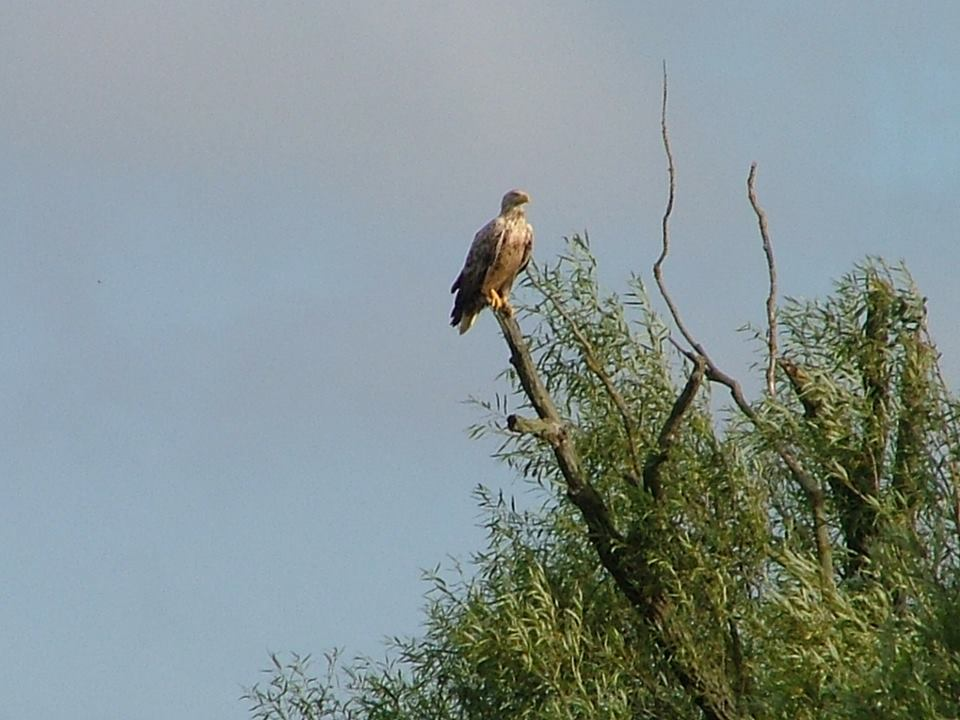
Bielik na czatowni

Bieliki mają zróżnicowany repertuar strategii łowieckich. Wybór konkretnej zależy od czasu, miejsca, rodzaju ofiary, umiejętności osobnika oraz obecności innych bielików. Bielik chwyta ofiary głównie przy pomocy szponów. Atakujący osobnik wysuwa w locie do przodu obydwie nogi i stara się wbić szpony w ofiarę. Łukowato zakrzywione i ostro zakończone szpony o długości ok. 5 cm oraz szorstkie opuszki palców powodują, że w sytuacji, gdy się mu to uda, chwyt jest pewny, a schwytane zwierzę ma niewielką szanse na uwolnienie się z uścisku. Mocny chwyt może też przyczynić się do śmierci bielika w sytuacji, gdy zaatakuje zbyt dużą ofiarę, która będzie miała dość siły by wciągnąć go pod powierzchnię wody i utopić. Szorstkie opuszki ułatwiają też transport innych rodzajów pokarmu, np. zrabowanych ptasich jaj. Dziób służy jedynie do rozrywania zdobyczy.
Bieliki preferują strategię polowania z zasadzki (ang. sit and wait). Stosujący ją osobnik zajmuje miejsce (czatownię), które zapewnia mu dobre pole obserwacji na łowisko. Czatownią może być samotne drzewo, słup, eksponowana skała, wzniesienie terenu. Na wypatrywanie ofiar z czatowni bieliki poświęcają średnio 81,5%–90% czasu polowania. Ryby pływające przy powierzchni wody atakowane są z lotu ślizgowego, przy tym ptak nie przerywa lotu, a jego nogi tylko płytko zanurzają się w wodzie. Ryby pływające na większej głębokości atakowane są z większej wysokości, pod większym kątem. Atakujący osobnik podgina skrzydła, wysuwa nogi do przodu i w głąb, w trakcie ataku nawet całkowicie zanurzając się w wodzie. Atak na ptactwo pływające na powierzchni wody przebiega według odmiennego schematu: atak na łyskę rozpoczyna się, gdy ofiara oddali się od trzcinowiska na ok. 200 m lub gdy pojedynczy osobnik oddali się od stada. Bielik nadlatuje nad ofiarę i odcina jej drogę ucieczki w trzciny. Łyska broni się, nurkując, a bielik wielokrotnie ponawia ataki, zawisając nad nurkującym ptakiem. Gdy zmęczona i podtopiona ofiara wypływa na powierzchnię i nie jest już w stanie więcej nurkować, bielik chwyta ją w szpony. Takie polowanie może trwać od 35 minut do 2–4 godzin, a ataki na wybraną ofiarę mogą się powtarzać nawet 65 razy. Schwyciwszy ofiarę, drapieżnik odlatuje z nią w bezpieczne miejsce, by ją spożyć. Jeśli masa ofiary jest za duża, by unieść się w powietrze, bieliki holują łup w wodzie do brzegu

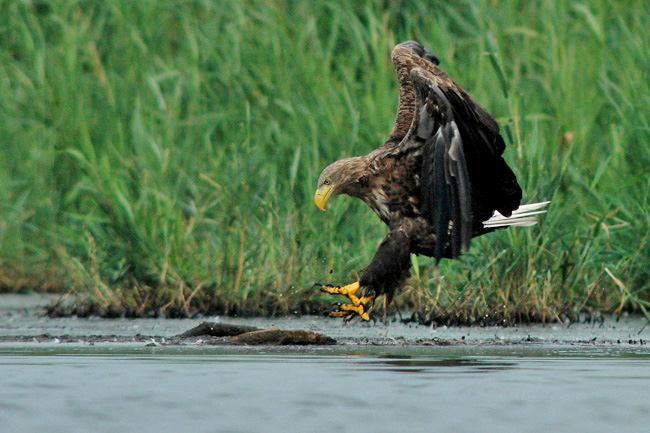
Atak z lotu ślizgowego na rybę

Modyfikacją wyżej opisanego sposobu jest polowanie w tandemie. Dwa lub więcej osobników współpracuje wówczas ze sobą podczas ataków. Współpraca polega na zespołowym ataku na stado łysek lub kaczek – jeden osobnik lata nad szuwarem, usiłując wypłoszyć kryjące się tam ofiary, podczas gdy drugi atakuje ofiarę wypędzoną na otwartą wodę. Współdziałanie to przejawiać się może także w postaci wzajemnego zastępowania się w ponawianych kolejno atakach na stada usiłujące uniknąć ataku przez synchroniczne nurkowanie – gdy ptaki wynurzają się po ataku pierwszego osobnika, są od razu atakowane przez kolejnego.
Kolejną strategią polowań stosowaną przez bieliki jest brodzenie na płyciźnie: w płytkich zbiornikach wodnych, głównie osuszanych stawach rybnych i płytkich ciekach. Bieliki, brodząc, przeszukują miejsca, w których gromadzą się nieodłowione ryby, odizolowane przez opadający poziom wody. Strategia ta jest też skuteczna podczas migracji ryb łososiowatych na tarło. Bieliki mogą wówczas polować zarówno na tarlaki, jak i żerować na śniętych rybach po tarle.
Polowanie z dolotu polega natomiast na błyskawicznym ataku bielika, który z wysokości ok. 60–80 m pikuje na łowisko, składając do tyłu skrzydła, względnie opadając z rozpostartymi skrzydłami i wyciągniętymi nogami.
Polowanie w formie powtarzanych przelotów wzdłuż pasa trzcin stosowane jest przez osobnika, który zlokalizował obecność potencjalnych ofiar – kryjącego się w szuwarach ptactwa wodnego. Niskie przeloty tuż na granicy otwartej wody mają zaskoczyć ofiary wypływające poza schronienie, względnie przestraszyć i wypłoszyć ja na otwartą wodę, gdzie mogą być łatwo schwytane. Ten typ ataku obserwowany był często na Śniardwach, bieliki stosują go podczas polowań na łyski, gęgawy i czaple siwe.
Bieliki rzadko atakują ofiary w powietrzu, tym niemniej taką strategię ataków również zaobserwowano. Stosowana jest ona wobec stad ptaków, które na pojawienie się bielika reagują poderwaniem się do lotu (kaczki, gęsi), a także na lecące pojedyncze ptaki (czaple, żurawie, bociany, łabędzie i gęsi). Pomimo dużych rozmiarów ciała bielik jest ptakiem bardzo zwrotnym, odnotowano fakt pochwycenia w locie mew, nękających bieliki powracające z łupem trzymanym w jednej z nóg.
Duża zwrotność i siła pozwala także bielikom zabierać pokarm innym zwierzętom. Ofiarami kleptopasożytnictwa są w tym wypadku głównie rybołowy, które zwykle polują w podobnych co bieliki siedliskach. Bielik, wypatrzywszy udany atak rybołowa, udaje się za nim w pogoń. Rybołów, nękany przez większego bielika, po kilku atakach zwykle wypuszcza swoją zdobycz, którą bielik przechwytuje jeszcze w powietrzu lub podejmuje z powierzchni. Stwierdzono, że bieliki odbierają zdobycz nie tylko rybołowom, ale również sowom śnieżnym, kaniom czarnym i kaniom rudym, sokołom wędrownym, myszołowom, mewom siodłatym, krukom i wronom oraz kormoranom.
Bieliki nauczyły się też korzystać z resztek spożywczych i przyłowu, wyrzucanego przez statki rybackie. Podążają za kutrami rybackimi i, podobnie jak mewy, podejmują z powierzchni wyrzucane odpady, zbliżając się nawet na 5–15 metrów do kutrów. Inna strategia pozyskiwania pokarmu, stosowana przez bieliki przy żerowaniu na małżach, polega na chwytaniu małża, unoszeniu go na wysokość ok. 1 metra i upuszczaniu na kamień w celu rozbicia muszli.
Nie stwierdzono różnic w skuteczności ataków pomiędzy osobnikami różnej płci, natomiast osobniki młodociane wykazywały niemal o połowę mniejszą skuteczność niż osobniki dorosłe, co może wynikać z ich mniejszego doświadczenia. Jeżeli porównywać sukces ataków bielików na różne typy ofiar, to największy jest podczas polowań na ryby (ok. 60% udanych ataków), a istotnie mniejszy podczas polowań na ptaki i ssaki (udane ataki stanowiły mniej niż 20% wszystkich prób). Spośród różnych strategii polowań największy odsetek udanych ataków zaobserwowano dla polowań z zasadzki. Względny sukces ataku przy stosowaniu tej strategii był większy (ok. 60% udanych ataków) niż przy aktywnym polowaniu z lotu (ok. 42% udanych ataków). W połączeniu z obserwacją, że większość czasu bieliki poświęcają na tę właśnie formę polowań, świadczyć to może o optymalizacji wydatków energetycznych na polowania przez minimalizowanie nakładów na lot w poszukiwaniu pokarmu. Przeczy to hipotezie zakładającej, że ptaki drapieżne o małym współczynniku obciążenia skrzydeł powinny stosować aktywne strategie polowań. Dodatkową korzyścią ze stosowania tej strategii jest również prawdopodobnie lepsza kontrola nad zajmowanym terytorium – bieliki siedzące na czatowni wypatrując zdobyczy jednocześnie mogą skanować przestrzeń w poszukiwaniu intruzów i, w razie ich wypatrzenia, odpędzać ich.

### Wypluwki
Wypluwki bielików są duże, do 90–110 mm długości, 35–40 mm średnicy, przeciętnie mają wymiary 60x30 mm a ich sucha masa wynosi średnio 5,5 g. Mają zaokrąglone końce, niekiedy są bocznie spłaszczone. Uformowane są ze sklejonych ze sobą niestrawionych resztek sierści, piór, łusek i niewielkich fragmentów kości. Analiza wypluwek bywa stosowana do ilościowej oceny składu diety bielików, jednak wyniki uzyskane na jej podstawie odbiegają od wyników uzyskanych innymi metodami. Wiąże się to z tym, że niektóre kategorie ofiar (np. ryby, zwłaszcza te mniejsze) są całkowicie trawione w przewodzie pokarmowym i nie zachowują się w wypluwkach – stąd wynikają znaczne niedoszacowania udziału ryb w diecie bielika.

## Interakcje międzygatunkowe

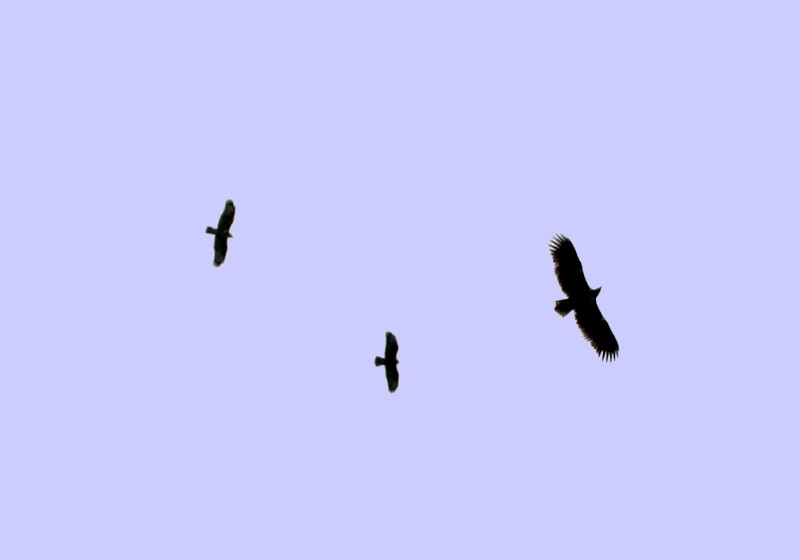
Młodociany bielik nękany przez parę myszołowów (Buteo buteo), Canna, Hebrydy Wewnętrzne

Bielik jest drapieżnikiem szczytowym w piramidzie troficznej ekosystemów, które zasiedla. Wywiera znaczący wpływ na populacje gatunków z niższych poziomów troficznych nie tylko bezpośrednio, przez eliminację upolowanych ofiar, ale również pośrednio, np. poprzez wpływ na ich zachowanie. Wzrastająca liczebność bielików w rejonie Morza Bałtyckiego spowodowała, że zwiększyła się presja, jaką wywierają na gatunki ptactwa wodnego. W rezultacie migrujące ptaki (m.in. bernikle) zmieniły czas i trasy sezonowych migracji pomiędzy zimowiskami w krajach Europy Zachodniej a lęgowiskami w Arktyce: opuszczają zimowiska o miesiąc później i skracają czas pobytu na etapach pośrednich migracji w rejonie Bałtyku. Ten efekt przenosi się w dół łańcucha troficznego: dłuższy pobyt ptactwa na zimowiskach powoduje, że wywiera ono tam silniejszy wpływ na roślinność, będącą ich pożywieniem. W Holandii stwierdzono, że powoduje to większe straty w uprawach rolnych. Podobnie norki amerykańskie (Neovison vison), zasiedlające przybrzeżne wody Bałtyku, omijają obszary będące rewirami łowieckimi bielików i w obecności tych ptaków w sąsiedztwie skracają dystans pływania, ponieważ przebywając w wodzie są szczególnie narażone na atak. Tym sposobem bieliki, jako drapieżniki szczytowe, mogą ograniczać rozprzestrzenianie się tego gatunku inwazyjnego. Odbudowa populacji bielika w krajach nadbałtyckich wywarła też wpływ na lokalne populacje kormoranów, zmuszając kormorany do zmiany miejsc lęgowych (nawet opuszczenia niektórych kolonii) i zmniejszając ich sukces lęgowy. Wynika to nie tylko z żerowania na jajach oraz na młodych przez bieliki, ale także jest wynikiem kleptopasożytnictwa oraz zmian w behawiorze kormoranów, w wyniku których ich lęgi stają się bardziej podatne na drapieżnictwo przez mewy i ptaki krukowate.

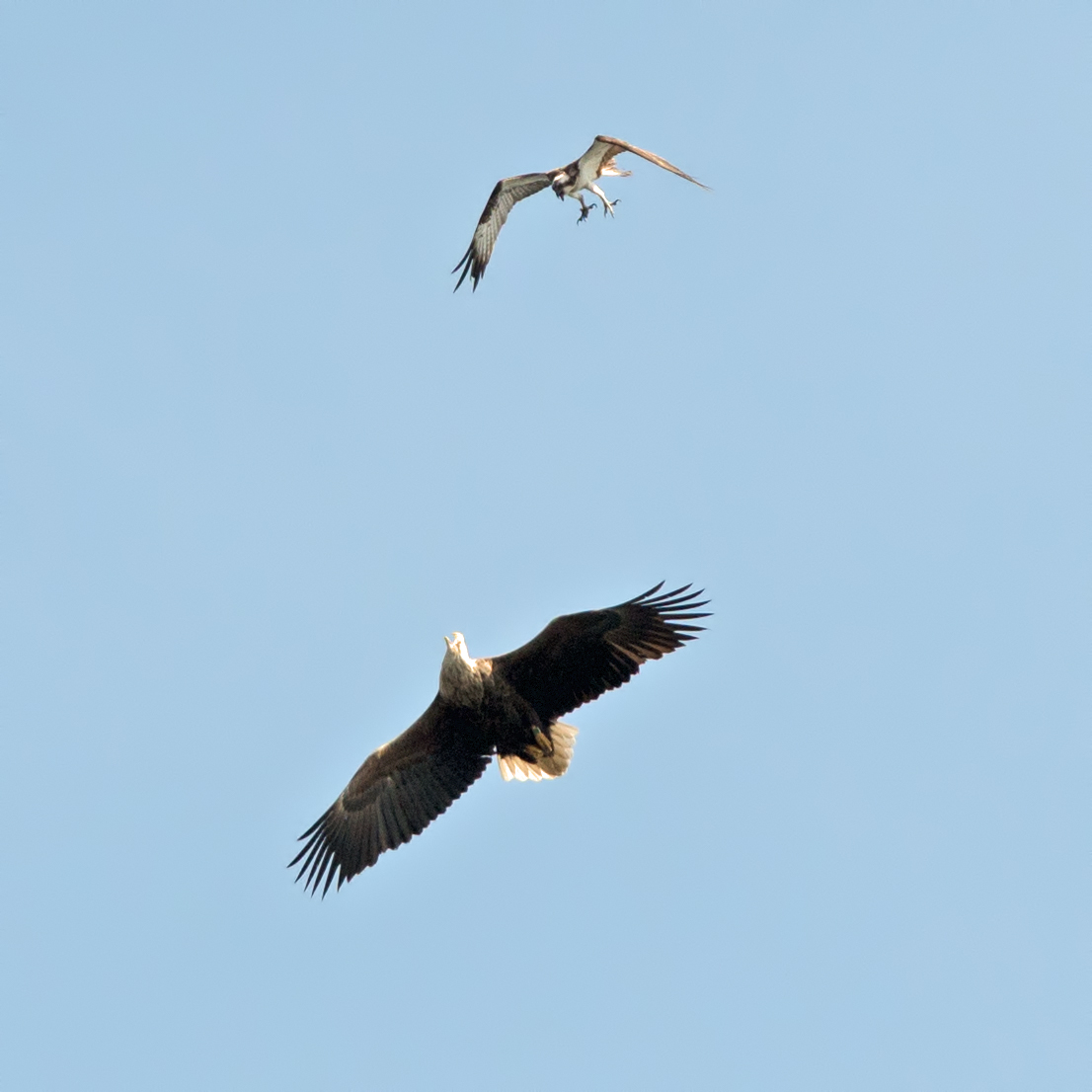
Bielik usiłujący odebrać zdobycz rybołowowi. Kleptopasożytnictwo to jeden ze sposobów zdobywania pokarmu, stosowany przez bieliki, najczęściej właśnie wobec rybołowów.

Na niektórych obszarach bieliki współwystępują z innymi dużymi ptakami drapieżnymi, w rezultacie dochodzić może między nimi do interakcji o różnym charakterze. Na Wyspach Brytyjskich i w krajach skandynawskich bieliki koegzystują z orłami przednimi (Aquila chrysaetos). W związku z tym, że nisze ekologiczne obydwóch gatunków w pewnym stopniu pokrywają się, może dochodzić do konkurencji między nimi. W przypadku populacji zamieszkujących środowisko w pełni zaspokajające potrzeby, jak to ma miejsce w Norwegii, konkurencja między bielikami a orłami przednimi jest ograniczona – nie stwierdzono by dochodziło do konkurencyjnego wyparcia jednego gatunku przez drugi, choć występują one sympatrycznie. Odmiennie w Szkocji, gdzie po wytępieniu przez człowieka bielików w początkach XX w., ich siedliska zajęły orły przednie. Po reintrodukcji bielików zaobserwowano tam, że wypierają one orły przednie z tychże siedlisk. Wprawdzie orły przednie wygrywają w rywalizacji o padlinę, są też lepszymi lotnikami, dlatego uzyskują przewagę w starciach w powietrzu, jednak, ze względu na szersze spektrum pokarmowe i mniejsze wymagania pokarmowe, w rejonach współwystępowania w Szkocji to bieliki osiągają większe tempo wzrostu populacji niż orły przednie. Najprawdopodobniej do nasilenia oddziaływań konkurencyjnych na tym obszarze przyczyniło się antropogeniczne przekształcenie i degradacja siedlisk, na które bieliki, jako generaliści pokarmowi i siedliskowi, są mniej wrażliwe.
W rezerwacie Naurzum w Kazachstanie stwierdzono z kolei współwystępowanie bielików z orłami przednimi, orłami cesarskimi (A. heliaca) i orłami stepowymi (A. nipalensis). Przedstawiciele tych czterech gatunków wydawali się być obojętni na obecność osobników pozostałych trzech gatunków. Prawdopodobnie wynika to z międzygatunkowych różnic w wyborze miejsc gniazdowania oraz w preferencjach pokarmowych. Nawet gdy spektra pokarmowe gatunków, jak np. w przypadku bielika i orła przedniego, pokrywają się, to udział poszczególnych typów pokarmu w diecie obydwu gatunków jest różny: bieliki w większym stopniu bazują na pokarmie pozyskiwanym ze środowiska wodnego, natomiast orły przednie – na pokarmie pochodzenia lądowego (ptactwo lądowe, zajęczaki). W rezultacie może to osłabiać konkurencyjne oddziaływania międzygatunkowe. Bieliki na niektórych obszarach współwystępują też z bielikami wschodnimi (Haliaeetus leucoryphus) oraz bielikami olbrzymimi (H. pelagicus), jednak nie zbadano wzajemnych relacji pomiędzy tymi gatunkami.
Bieliki wchodzą często w interakcje z rybołowami (Pandion haliaetus). Wynika to z tego, ze obydwa gatunki występują w zbliżonych siedliskach i na podobnym obszarze. Interakcje te przejawiają się m.in. zajmowaniem gniazd, zbudowanych przez osobniki drugiego gatunku i odbieraniem przez bieliki pokarmu, upolowanego przez rybołowy. Kleptopasożytnictwo bielików na rybołowach powoduje lokalnie zmniejszenie liczebności populacji rybołowa, co stwierdzono na Litwie.
Bieliki są żywicielami wielu gatunków pasożytów. W niektórych przypadkach nawet połowa badanych ptaków była zarażona jednym lub więcej gatunkiem endopasożyta. U ptaków tych udokumentowano występowanie przywr z gatunków: Strigea falconis, Neodiplostomum (Conodiplostomum) perlatum, Paracoenogonimus ovatus, Metorchis crassiusculus i Nematostrigea serpens. Spośród nicieni stwierdzono występowanie Stegophorus stellaepolaris, natomiast kolcogłowy reprezentowane były przez Profiliocollis botulus i Corynosoma suduche. Ponadto w żołądkach stwierdzono też występowanie oocyst Sarcocystis/Frenkelia. Bieliki są podatne na zarażenie wirusem ptasiej grypy. O ile przed 2016 rokiem nie stwierdzono, by odmiany tego wirusa wpływały na zwiększenie umieralności w populacjach bielików, to szczepy wirusa H5N8 kladu 2.3.4.4b powodowały u zarażonych bielików rozwój choroby z ciężkimi objawami neurologicznymi. Zanotowano też przypadki śmierci bielików zarażonych wirusem z tego kladu. Obecność wirusów H5N8 kladu 2.3.4.4b wykryto w odchodach bielików, a więc także w ten sposób bieliki mogą przyczyniać się do rozprzestrzeniania tego wirusa. Odnotowano także przypadki śmierci bielików, spowodowane przez infekcje przez bakterie z rodzaju Mycobacterium, Erysipelothrix rhusiopathiae oraz grzyby z gatunku Aspergillus fumigatus.
Opuszczone lub nieużytkowane gniazda bielików zasiedlane są przez inne gatunki ptaków. Stwierdzono, że na swoje potrzeby zaadaptować je mogą: orliki krzykliwe i orliki grubodziobe, kanie czarne i kanie rude, kobuzy, sokoły wędrowne, rybołowy, kruki, puchacze, orły cesarskie (A. heliaca) i rarogi (Falco cherrug). Puchacze i sokoły wędrowne mogą zająć użytkowane gniazdo bielika, zmuszając go do przenosin do gniazda zapasowego. Stwierdzono też przypadki jednoczesnego korzystania z czynnych gniazd bielika przez inne gatunki ptaków: pliszki siwe, mazurki, szpaki zwyczajne, pełzacze, uszatki i siniaki, a także pleszki zwyczajne, czubatki. Niewielkie ptaki wielu gatunków gniazdujące w gniazdach bielików lub w ich bezpośredniej bliskości czynią tak najprawdopodobniej ze względu na ochronę przed innymi drapieżnikami.
W gniazdach bielika na terenie Polski stwierdzono występowanie 86 gatunków roztoczy, z których najliczniej reprezentowane były Allipis halleri, Androlaelaps casalis, Parasitus fimetorum i Macrocheles merdarius. Gatunki roztoczy pasożytniczych występowały w nich bardzo rzadko i reprezentowane były przez pojedyncze osobniki.
Bieliki polują na inne ptaki szponiaste jedynie sporadycznie, wynika to z tego, że czujność, szybkość i zdolność do obrony tej kategorii ofiar obniża sukces ataku. Ponadto ptaki szponiaste, zagrożone przez bieliki, często nękają swych potencjalnych prześladowców. Wśród gatunków szponiastych, o których wiadomo, że bywały łupem bielików, są: krogulec zwyczajny (Accipiter nisus), błotniak stawowy (Circus aeruginosus), kania czarna (Milvus migrans), trzmielojad zwyczajny (Pernis apivorus), myszołów zwyczajny (Buteo buteo), jastrząb zwyczajny (A. gentilis), kania ruda (Milvus milvus), orlik krzykliwy (Clanga pomarina), orzeł cesarski (Aquila heliaca) i rybołów zwyczajny (P. haliaetus). Stwierdzono również pożywianie się dorosłymi osobnikami sóweczki zwyczajnej (Glaucidium passerinum), włochatki (Aegolius funereus), kobuza (Falco subbuteo), uszatki (Asio otus), jarzębatki (Surnia ulula), uszatki błotnej (Asio flammeus), sokoła (Falco peregrinus), puchacza śnieżnego (Bubo scandiacus) i puchacza zwyczajnego (Bubo bubo).

## Lęgi

### Łączenie się w pary
Pora lęgowa u bielików trwa od stycznia do lipca w południowej części zasięgu i od kwietnia do września w północnej części zasięgu. Na Aleutach, poza rdzeniem zasięgu, obserwowano wysiadywanie pod koniec maja i opiekę nad puchowym pisklęciem od 31 maja do 4 czerwca. Na Hawajach – gdzie bielik wymarł i w 2007 zaczął ponownie gniazdować – 8 marca obserwowano karmienie już 34-dniowego pisklęcia. Bieliki dobierają się w pary na całe życie, niemniej w przypadku śmierci partnera mogą szybko znaleźć kolejnego. Ostateczne połączenie się w parę następuje, gdy ptaki ustalą już terytorium. Wczesną wiosną bieliki biorą udział w tokach, podczas których szybują, wykonują podniebne tańce godowe i inne powietrzne popisy. Wszystkiemu towarzyszą głośne okrzyki, nierzadko ze strony obydwu ptaków z pary. Niekiedy wykonują spektakularne obroty w powietrzu dotykając lub trzymając się łapami. Popisy w niektórych częściach zasięgu odbywają się całorocznie, przybierając na sile jesienią po wylocie młodych, i trwają, słabnąc, aż do wiosny. Często inicjowane są przez samca nawołującego przy jednoczesnym odrzucaniu głowy w tył. Później para zaczyna wspólnie szybować; przewodzi jeden osobnik lub szybują w odwrotnych kierunkach. Jeden z bielików może obniżać lot w kierunku partnera, który odpowiada przechyleniem się lub odwróceniem, by szybko dotknąć drugiego ptaka łapą i ponownie odwrócić się. Zachowanie to bywa powtarzane lub przybiera na intensywności póki para bielików nie zacznie chwytać się wzajemnie łapami w locie i, po uchwyceniu się, opadać wirując. Opadające ptaki rozłączają się nisko nad ziemią (nawet około 1–2 metrów nad ziemią). O ile łapanie się stopami u szponiastych jest interpretowane jako wyraz konfliktu terytorialnego, szczególnie pomiędzy samcami, to u przedstawicieli Haliaeetus to zachowanie wydaje się być jednak związane z zalotami. Jeśli bieliki są lokalnie pospolite, można zaobserwować w danej okolicy 2–3 tokujące pary, aczkolwiek każda z nich znajduje się w obrębie ściśle określonego terytorium.
Kopulacje odbywają się przeważnie od marca do kwietnia. Mogą się odbywać w odstępach dwudziestominutowych do kilku godzin. Przed kopulacją zaloty ze strony samca przybierają bardziej wyrafinowaną formę. Po ostatnim z jego popisów samica przykuca, niemal płaszcząc się na podłożu, wyciąga głowę i szyję, lekko odchyla skrzydła i trzyma ogon na równi z resztą ciała. Kopulacje bielików odbywały się w różnych miejscach – na niskich gałęziach, na gnieździe, na ziemi, a nawet na zamarzniętej tafli jeziora. Zwykle mają miejsce w okolicy gniazda, w Norwegii obserwowano jednak kopulacje 3 km od gniazda. Kopulacje odbywają się o dowolnej porze dnia. Kopulacja trwa około 12 sekund, po zejściu z grzbietu samicy samiec siada w spokoju. Niekiedy obydwa ptaki z pary przybierają na zmianę pozycję samicy, nim samiec pokryje partnerkę. W trakcie krycia samiec często nawołuje i łopocze skrzydłami, by utrzymać równowagę.

### Gniazdo

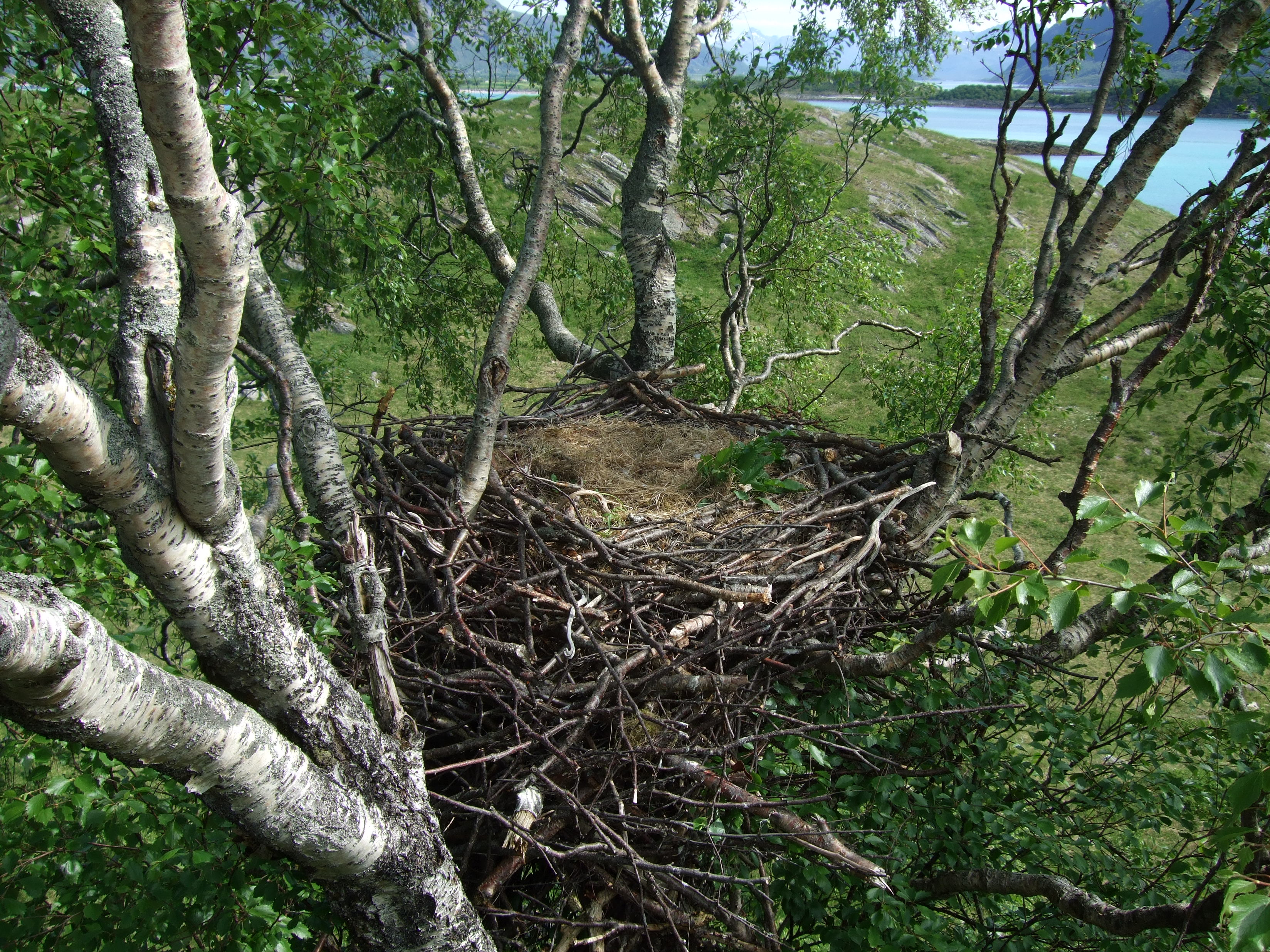
Gniazdo bielika w Norwegii. Mimo że umieszczone było w preferowanym miejscu, pozostawało opuszczone, najprawdopodobniej służyło jako gniazdo zapasowe.

Bieliki najczęściej zakładają gniazda na dużych drzewach. Umieszczają je na jednym z głównych rozwidleń gałęzi, w koronie drzewa lub na dużym bocznym konarze. Podstawowym kryterium przy wyborze miejsca na gniazdo jest dostęp do pożywienia. Spośród gniazd na terytorium Niemiec 75% znajdowało się najwyżej 3 km od jeziora; jedno leżało 11 km od jeziora, a nieco bliżej do Bałtyku. Choć 80% niemieckich gniazd znajdowało się w lesie, to większość gniazd budowana była nie w centrum obszaru leśnego, a w pobliżu otwartej przestrzeni: przecinki, mokradła, a nawet terenów uprawnych. Kilka par wyprowadzających lęgi na otwartej przestrzeni zakładało gniazda nie dalej niż 150 m od lasu. W Niemczech zaobserwowano tylko jedno gniazdo na klifie, na wyspie Rugia. Starsze doniesienia wspominały o gniazdach na ziemi w nadbałtyckim regionie Niemiec. W tym państwie większość gniazd budowana była 2–10 m nad podłożem, zwykle w głównym rozwidleniu, rzadziej na masywnym bocznym konarze.
Na Hokkaido przeciętna wysokość gniazda nad podłożem była podobna jak w Europie – 16,5–25 m. We wschodnich Niemczech gniazda umiejscowione były od 8 do 30 m nad podłożem, przeciętnie 20 m, na najwyższym dostępnym drzewie. Gniazda na klifach mogą leżeć do 75 m nad ziemią. Wysokość drzewa na gniazdo zależy od jego gatunku. W Rumunii gniazda na topolach czarnych (Populus nigra) i wierzbach (Salix) mieściły się od 15 do 25 m nad ziemią, chociaż jedno leżało na złamanym drzewie 7 m nad podłożem. W dolnym biegu Dunaju w Rumunii jedno gniazdo znaleziono na wątłym wzrastającym dopiero dębie (Quercus), sześć na wysokich, masywnych dębach, pięć na topolach białych (Populus alba), dwa na brzozach (Betula) i jedno na dzikiej gruszy (Pyrus). Inne źródło mówi o gniazdach bielika wzdłuż Dunaju założonych na drzewach na wysokości 19–33 m nad ziemią. Bieliki monitorowane na Hokkaido nierzadko na gniazdo wybierały najwyższe drzewo w okolicy, przeciętnie 2,8 m wyższe od pozostałych. Najchętniej korzystały ze świerków sachalińskich (Picea glehnii) i olszy japońskich (Alnus japonica). We wschodnich Niemczech spośród 177 gniazd 65% znajdowało się na dojrzałych sosnach (Pinus), 22% na bukach zwyczajnych (Fagus sylvatica), 8% na dębach, pozostałe 5% na olszach (Alnus), wiązach (Ulmus), topolach (Populus) i brzozach. Jeśli drzew jest zbyt mało, bieliki budują gniazda na urwiskach skalnych. W Norwegii na 98 gniazd jedynie 8 znajdowało się na drzewach. W Szkocji 79% gniazd znajdowało się na klifach, na Islandii – 77%, natomiast na Grenlandii – 100%. Rzadko jako miejsce na gniazdo bieliki wybierają niewielkie wzniesienie, niskie drzewo, krzew, piaszczysty brzeg lub trzcinowisko.
Zbudowane przeważnie z gałęzi gniazda są duże, osiągają zazwyczaj 2 m wysokości i 1 m średnicy, jednak poszczególne wymiary sięgają niekiedy kilku metrów. Na wyściółkę składać się mogą mchy, inna roślinność, wodorosty i wełna. Gniazdo musi zapewniać bielikom widok na okolicę, osłonę od warunków atmosferycznych i drapieżników. Oszacowano, że spośród drzew dostępnych na terenie Finlandii, jedynie promil drzew spełnia te kryteria. Gniazda na klifach nierzadko mają uboższy budulec. Zdarza się, że mają formę zaledwie płytkich zagłębień w ziemi albo sterty łodyg wrzosów lub jałowców pokrytych dodatkowo listownicami (Laminaria), choć niekiedy bieliki wplatają w nie gałęzie do długości 1,5 m. Ptaki gniazdujące na klifach jako wyściółkę wykorzystują niemal każdy dostępny materiał – wodorosty, naniesione przez fale kawałki drewna, szkła i metalu, w jednym–dwóch przypadkach odnaleziono nawet szkielet owcy. Gniazda nadrzewne zazwyczaj cechują się większymi rozmiarami, sztywniejszą i silniejszą konstrukcją. Ich przecięta średnica to 1,5 m. Jedno czteroletnie, a więc stosunkowo nowe, gniazdo miało masę 240 kg; gniazda blisko dwa razy od niego starsze mogą przekraczać masę 600 kg. Po licznych, corocznych naprawach nadrzewne gniazda są w stanie osiągnąć 2 m średnicy i 3 m wysokości. Za wyściółkę służą porosty, mchy, wodorosty, paprocie, trawy, sity, wrzos (Calluna) i bażyna (Empetrum), a nierzadko i wełna.
Przy budowie gniazda główną rolę odgrywa samica, samiec natomiast częściej znosi gałęzie do budowy. Niekiedy nanoszenie poprawek w konstrukcji gniazda rozpoczyna się już w grudniu, aczkolwiek przeważnie na większych szerokościach geograficznych zaczyna się w marcu. Budowa od początku trwa kilka miesięcy, lecz w przypadku zniszczenia gniazda późną zimą jej czas może ulec skróceniu do niecałego miesiąca. Wówczas opóźnia się pora składania jaj. Naprawa gniazda zajmuje do 18 dni.
Bieliki używają niekiedy gniazd ptaków innych gatunków: kani czarnych (M. migrans), myszołowów zwyczajnych (B. buteo), kruków (Corvus corax) i – po przegonieniu dotychczasowych lokatorów – kani rudych (M. milvus) i rybołowów (P. haliaetus). W jednym przypadku po 30 latach używania jednego gniazda bieliki zostały przepłoszone przez ludzi, ale wróciły i zastały gniazdo zajęte przez sokoły wędrowne. Mimo potyczek zbudowały kolejne gniazdo wyżej na tym samym drzewie i zarówno sokoły, jak i bieliki odchowały po jednym młodym. W Norwegii były przypadki pomyślnego gniazdowania kruków, sokołów wędrownych i bielików na tej samej ścianie skalnej. Bieliki mogą budować kilka gniazd na swoim terytorium i wybierać jedno z nich w kolejnych latach. Para buduje na swoim terytorium od 1 do 11 gniazd – w Norwegii średnio 2,5, lecz nierzadko do 5 gniazd.

### Jaja i wysiadywanie

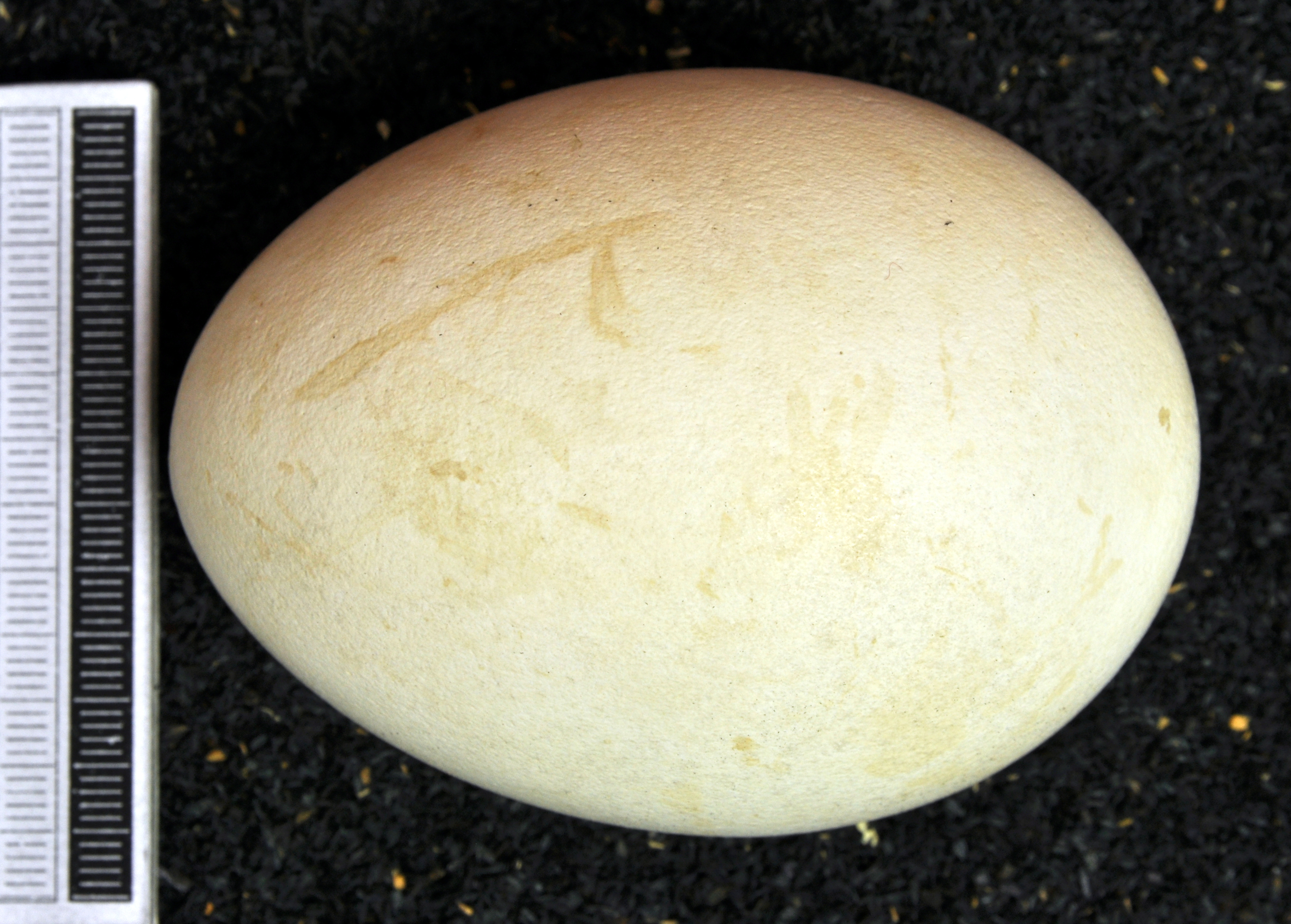
Jajo bielika ze zbiorów Museum Wiesbaden

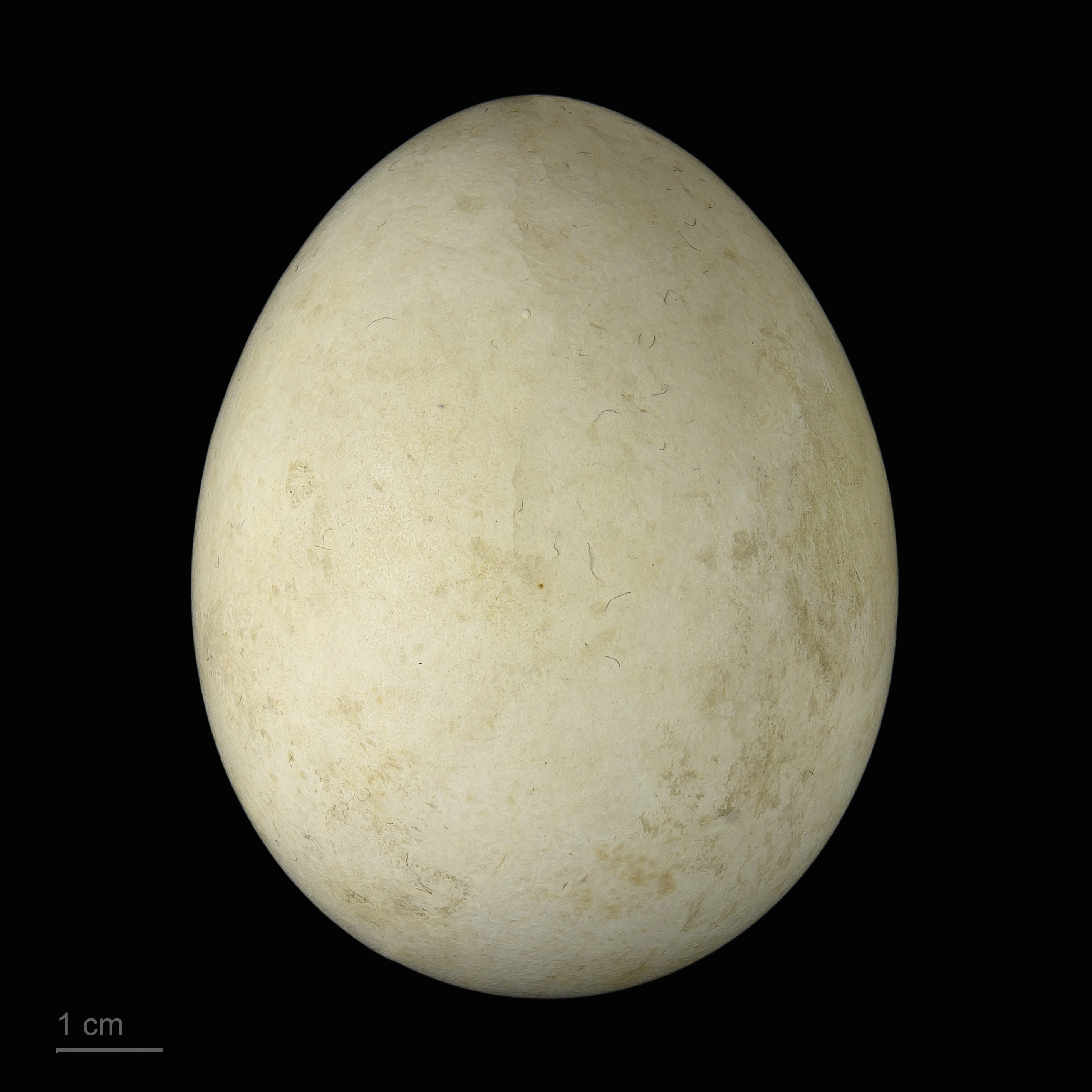
Jajo H. albicilla groenlandicus

Poszczególne bieliki cechuje nadzwyczaj powtarzalna pora corocznego składania jaj, która zdaje się nie zależeć od warunków pogodowych danego roku. Okres składania jaj zależy od szerokości geograficznej. W czasach historycznych w Izraelu i Iranie, gdzie bieliki nadal się gnieżdżą, okres składania jaj przypadał na styczeń (z danych historycznych wynika, że również w styczniu rozpoczynały składanie jaj bieliki gniazdujące w Egipcie), w Grecji i okolicy niższego biegu Wołgi jest to luty, w Niemczech – zazwyczaj marzec, a w subarktycznych rejonach Laponii i północnej Rosji – koniec kwietnia lub początek maja, niektórzy podają, że nawet marzec. Bieliki ze Szkocji mają w porównaniu do bielików z wybrzeży Norwegii przeciętnie o trzy tygodnie późniejszą porę składania jaj, przypada ona na okres od końca marca do początku kwietnia. Istnieje duża międzyosobnicza zmienność w terminie przystępowania do składania jaj – różnice w terminie składania jaj u par zasiedlających sąsiadujące rewiry mogą wynosić nawet ponad 4 tygodnie. Młodsze pary mogą rozpoczynać gniazdowanie później.
Jaja bielików są białe, zwykle bez plam, czasami skąpo nakrapiane plamami w kolorze gliniastożółtym. Skorupka świeżych jaj ma niebieskawe zabarwienie, które szybko blaknie. Ich skorupka jest twarda, chropowata, czasami z wapiennymi wypukłościami (bruzdami). Jaja są różnobiegunowe jajowate, mało wydłużone, z tępym węższym biegunem. Ich średnie wymiary to 73 × 57 mm (zakres: 67–78 × 54–60 mm). Najmniejsze średnie wymiary jaj stwierdzono w Turcji – 71,8 × 56,2 mm – największe natomiast na Grenlandii – 78 × 59,3 mm. Świeżo zniesione jaja osiągają masę 120–148 g, średnio 135 g dla pierwszego jaja i 124 g dla drugiego jaja. W lęgu zastępczym jest zazwyczaj jedno jajo o niewielkiej masie, do 112 g. W zniesieniu są zwykle 2 jaja, czasami 1, 3 lub, rzadko, 4 jaja.
Wysiadywanie rozpoczyna się po zniesieniu pierwszego jaja. U bielików jaja składane są w odstępie dwu- lub trzydniowym i w takim też klują się pisklęta. We wczesnych lęgach zagrożeniem dla zniesień jest mróz i śnieg. Samica wysiaduje przez 80–90% czasu; w nocy w ogóle nie zmienia się z samcem. W Norwegii zaobserwowano jednak, że samiec może wysiadywać do 27% czasu w ciągu dnia. Zachodzi wówczas do 11 zmian dorosłych ptaków na gnieździe. Najdłuższym stwierdzonym okresem pozostawienia jaj bez opieki było 20 minut; jedna para nie wysiadywała przez 48 minut, jednak przebywała obok gniazda. W Norwegii jedynie przez 2–4% czasu lęg pozostawał niestrzeżony. Zdarza się, że samica całkowicie przejmuje wysiadywanie. Jeśli opuszcza gniazdo, może pożywić się i wrócić z pełnym wolem. Podczas wysiadywania samiec zapewnia jej pokarm. Wraz z postępem w wysiadywaniu coraz rzadziej ptaki wymieniają się, a samica zaniepokojona przez człowieka chętniej pozostanie przykucnięta na gnieździe, niż odleci. Nawoływanie i popisy w okresie inkubacji jaj zdarzają się nie tak często, jak przed nim. Czas wysiadywania wynosi od 34 do 46 dni, zazwyczaj jednak 38–42 dni (średnio 38,3 dnia).

### Rozwój młodych

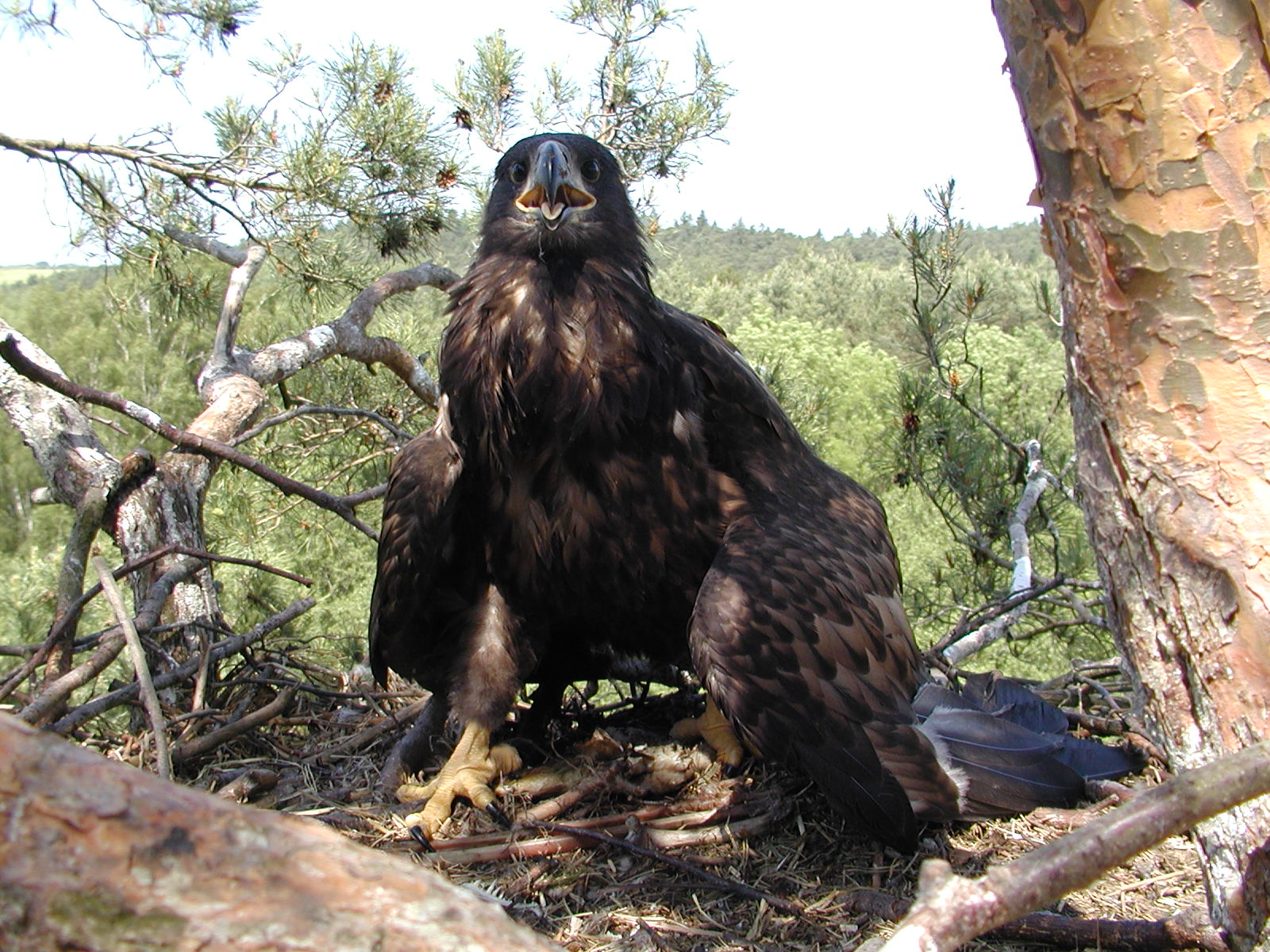
Podrośnięte pisklę z Brandenburgii

W 1983 roku wyliczono na podstawie 8 badań prowadzonych w różnych częściach zasięgu bielika, że w 56,5% w lęgu znajduje się jedno pisklę, w 40,8% – dwa, w 2,5% – trzy; zaledwie w jednym, norweskim, lęgu odnotowano cztery pisklęta. Świeżo wyklute bieliki mają masę około 90–100 g, aczkolwiek na Hokkaido stwierdzono znacząco wyższą masę piskląt – 110–115 g. Proces klucia trwa około 28 godzin, przez kolejne 8 godzin pisklę śpi, po obudzeniu zaczyna żebrać o pokarm. Pisklęta klują się pokryte kremowobiałym puchem, najdłuższym i najbielszym na głowie; puch na skrzydłach i kuprze ma szarawy odcień. Zanim jeszcze młode zaczną chodzić po gnieździe mogą mieć na spodzie ciała kilka łysych plam. Pisklęta można usłyszeć po 2–3 dniach życia, a w wieku 10 dni są już wystarczająco żywotne, by chodzić po gnieździe i wydalać na jego skraju. Puch pierwotny zastępowany jest gęstą, wełnistą pokrywą z dłuższego szarawego puchu. Przeważnie ciemniejszą barwą wyróżnia się ten na ciemieniu, spodzie ciała i jego bokach. Nogi i woskówka piskląt w tym wieku mają barwę od różowej po jasnożółtą. Do około 30. dnia życia przez puch przebijają się już pierwsze pióra konturowe. Orlęta 6-tygodniowe pewniej stoją na nogach, a pióra konturowe niemal w całości przysłaniają puch, zwykle niewidoczny już w 7. tygodniu życia. Próbują trzepotać skrzydłami po około 40 dniach życia, gdy skrzydła są jeszcze częściowo nieopierzone. W wieku 7 tygodni orlęta zaczynają wykazywać większą czujność, siłę, często manipulują gałązkami i więcej chodzą. W ósmym tygodniu życia jedynie lotki i sterówki muszą rozwinąć się do końca, młode bieliki próbują zaś poznawać okolicę gniazda. 70-dniowe osobniki podejmują pierwsze próby latania i zwykle zyskują zdolność lotu do około 90. dnia życia.

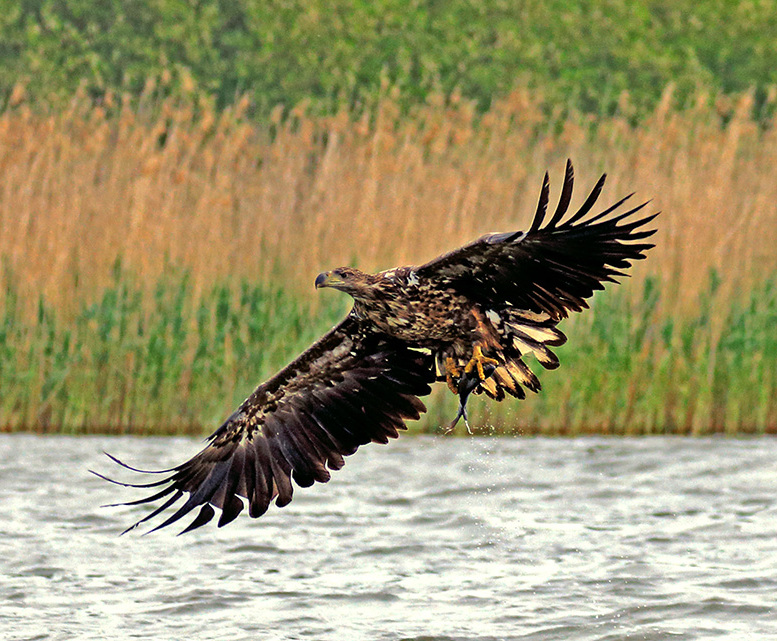
Młode bieliki szybko wprawiają się w polowaniu na ryby.

Samice bielików zdają się w całości przejmować początkową opiekę nad młodymi i niechętnie opuszczają gniazdo. Później, od 2–4 tygodnia samice zaczynają na krótko opuszczać gniazdo, rzadziej też ogrzewają pisklęta. Wówczas do doglądania piskląt dołącza się samiec, jednak tylko za dnia. Samica może przesiadywać w gnieździe lub chronić potomstwo przed deszczem nawet 28 dni po jego opierzeniu się. Początkowo młode karmione są małymi kęskami pokarmu co godzinę, od 6. dnia podawane im kęsy pokarmu są większe, a odstępy pomiędzy karmieniem dłuższe. W ciągu doby młode otrzymują pokarm do 11 razy. Pokarm dostarczany przez samca jest rozdrabniany przez samicę i podawany do dziobów piskląt, zazwyczaj do czasu gdy osiągną wiek 5–6 tygodni. Siedmiotygodniowe pisklęta są już w stanie samodzielnie rozrywać przynoszone im ofiary. Starsze młode samodzielnie jedzą zdobycz, którą rodzice układają na krawędzi gniazda. Na początku etapu opierzania się młode otrzymują 4–5 martwych zwierząt w tygodniu, następnie liczba ta spada do 1–2, co ma najpewniej zachęcić młode bieliki do samodzielnego zdobywania pożywienia. Po opuszczeniu gniazda przeważnie zostają w jego okolicy kolejne 35–40 dni i stopniowo oduczają się pobierania pokarmu od rodziców na rzecz samodzielnego polowania. W kontynentalnej części Europy bieliki opuszczają gniazda od początku czerwca do środka sierpnia, pod koniec sierpnia uzyskując całkowitą samodzielność. Szybko uczą się polować na ryby osiadłe na mieliznach czy nielotne podczas pierzenia kaczki. Młodociane bieliki długo mogą pozostawać na terytorium rodziców i nie wchodzą z nimi w konflikty ani też nie są wyganiane, nawet do osiągnięcia wieku 1–3 lat. Zazwyczaj już pierwszej zimy łączą się w grupy z niespokrewnionymi młodocianymi bielikami. We wspólnych noclegowiskach na sąsiadujących drzewach lub stromych zboczach przybrzeżnych wysp może gromadzić się nawet 30–40 młodych bielików. Dojrzałość płciową bieliki osiągają w wieku 5–6 lat.

### Sukces lęgowy i długość życia

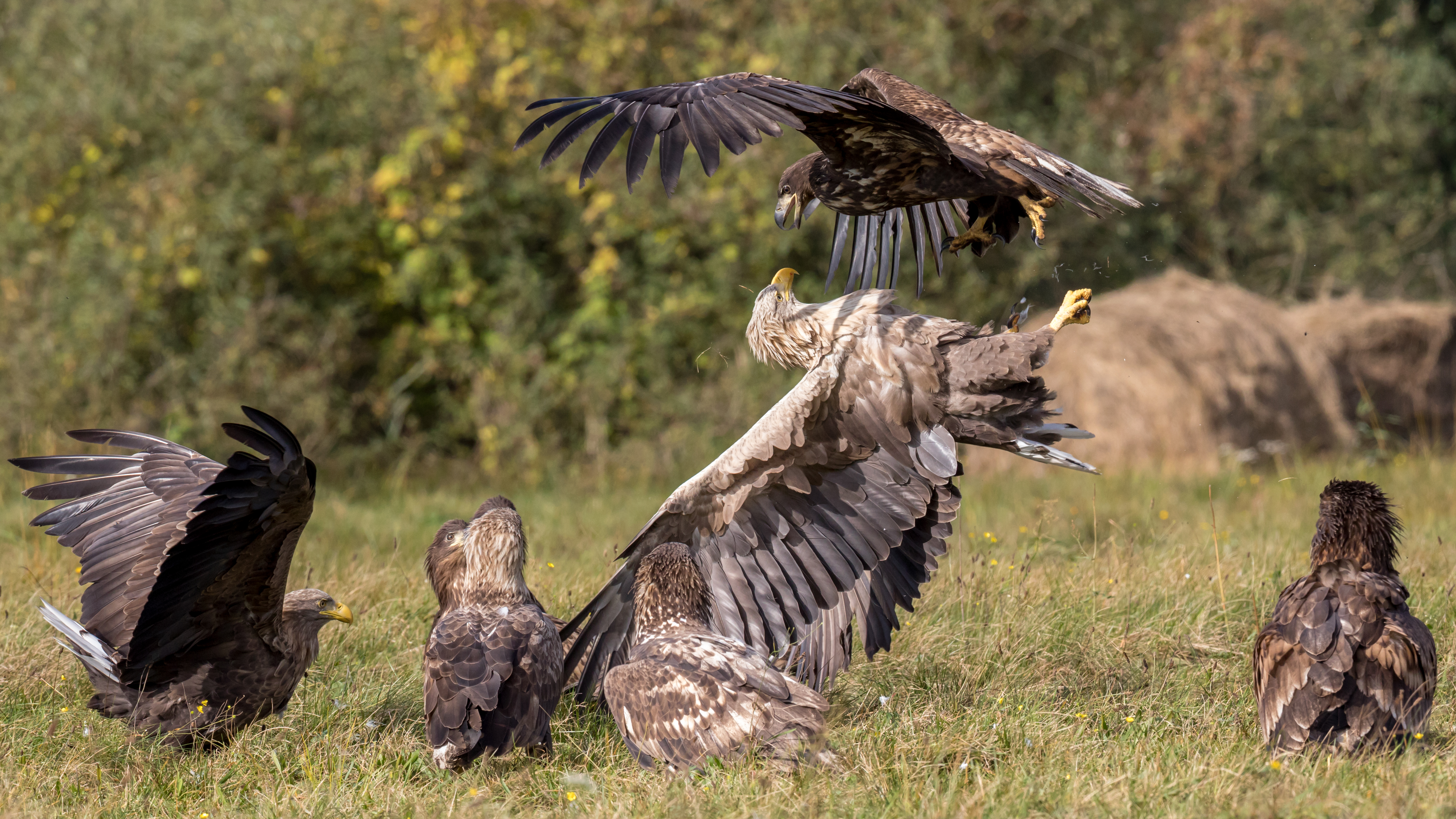
Walka dorosłego i młodocianego bielika

Zazwyczaj w lęgu, w którym były 2 jaja, udaje się bielikom odchować 1 albo 2 pisklęta, a w lęgach, gdzie były 3 jaja – 2 młode. Średni sukces lęgowy wynosi około 1,1–1,6 młodego/rok (przykładowo: 45–48 młodych odchowanych u 40 obserwowanych par, przy 16 potwierdzonych niepowodzeniach w odchowaniu potomka). W Norwegii w 93 gniazdach pary wychowywały średnio 1,6 pisklęcia. W około ⅓ prób gniazdowania nie udaje się odchować żadnego młodego, na niektórych terenach w okresie intensywnego używania pestycydów nawet ¾ par nie było w stanie odchować potomstwa. Obok działań ludzi znaczącymi zagrożeniami dla piskląt jest głód i zawalenie się gniazda. Zdarza się zabicie pisklęcia przez rodzeństwo – większe pisklę zachowuje się agresywnie i może zabić młodsze, nierzadko zjadając je. Pisklęta bielików rzadziej niż pisklęta orłów właściwych przejawiają względem siebie zachowania agresywne. Stosunkowo często z sukcesem odchowywane są bliźnięta i trojaczki, poświadczony jest przynajmniej jeden przypadek odchowania czworaczków. Tym niemniej szacuje się, że ok. 28% piskląt, które wykluło się, ginie wskutek dręczenia przez starsze rodzeństwo. Kainizm u bielików wiąże się z różnicami tempie rozwoju rodzeństwa: pisklę, które wykluło się z trzeciego jaja w lęgu (o 7 dni później niż to z pierwszego jaja), po 2 tygodniach może mieć masę ciała 10 razy mniejszą niż najstarsze z rodzeństwa. Być może agresywne zachowania piskląt wobec siebie są konsekwencją niewystarczającej ilości pokarmu, dostarczanej przez rodziców. W ochronie bielików można zapobiegać zabijaniu słabszych piskląt poprzez zabranie i wykarmienie w niewoli najsłabszego pisklęcia, przemieszczenie go do innego lęgu z młodymi o podobnych rozmiarach lub zabranie pierwszego jaja i późniejsze zwrócenie go, tak aby obydwa jaja (a następnie pisklęta) rozwijały się w podobnym tempie. Słabsze pisklęta bywają wykorzystywane w programach reintrodukcji. Pozostawione w rodzinnym gnieździe umarłyby, a w przypadku odchowania przez człowieka mogą później zostać wypuszczone na obszarach, gdzie gatunek zanikł. Umieszczane są wówczas w sztucznych gniazdach na platformach i karmione w sposób uniemożliwiający zobaczenia człowieka podczas podawania pokarmu dopóki nie uzyskają samodzielności.
Drapieżnictwo jest kolejnym czynnikiem obniżającym sukces lęgowy bielików. Jak stwierdzono, jaja i pisklęta bielików padają ofiarą lisów, kun i niedźwiedzi, przy czym szczególnie narażone są lęgi na łatwo dostępnych formacjach skalnych i nisko przy ziemi. Dziki zjadają jaja lub pisklęta, które wypadły z gniazda. Drapieżnictwo ze strony ptaków jest stosunkowo rzadkie, donoszono jednak o plądrowaniu gniazd bielików przez wrony, kruki i błotniaki stawowe. Wprawdzie rodzice bronią potomstwa przed intruzami, jednak ataki drapieżników mogą okazać się skuteczne, gdy gniazdo jest niewystarczająco pilnowane lub gdy dorosłe ptaki zostaną odstraszone bądź przegonione atakami z powietrza. Zaobserwowano polowania puchaczy na „stosunkowo duże” pisklęta bielików nocą.
Wiele młodocianych bielików nie przeżywa pierwszego roku po uzyskaniu samodzielności. W pierwszej połowie XX wieku umieralność osobników młodocianych (do 4 roku życia) wynosiła 92%, a osobników dorosłych ok. 30% rocznie. Wysoka umieralność wśród młodocianych osobników wynikać może z trudności w zdobyciu pokarmu zimą. Po wprowadzeniu działań ochronnych parametry te uległy poprawie – np. w Szwecji przeżywalność młodych pierwszorocznych wzrosła do 85%, a u pozostałych grup wiekowych do 95%. Według szacunków 70% bielików dożywa dorosłości.
Główną przyczyną umieralności bielików są czynniki antropogeniczne – np. w Polsce to zatrucia (ok. 50% przypadków), kolizje z infrastrukturą energetyczną (20%) i postrzały (17%), podobnie we wschodnich Niemczech: spośród 194 nieżywych bielików znalezionych w latach 1946–1974 w 39% przypadków zidentyfikowaną przyczyną śmierci było postrzelenie, w 13% – zatrucie, w 6% – wypadek (zderzenie z linią energetyczną), tylko 7,5% bielików straciło życie w wyniku obrażeń odniesionych w rezultacie międzyosobniczego sporu o terytorium. Również na terenach o małej antropopresji, jak na przykład na Grenlandii, umieralność w populacjach bielików jest głównie wynikiem działania czynników antropogenicznych: zatrucia ołowiem (pochodzącym z amunicji myśliwskiej i ciężarków rybackich), postrzałów przez myśliwych, zatrucia rtęcią i kadmem oraz PCB i pestycydami chloroorganicznymi, które kumulują się w ciele bielików wskutek spożywania skażonego pokarmu.
Bieliki są ptakami długowiecznymi. W naturze mogą dożywać 27 lat, a nawet 33–34 lat. Przeciętna długość życia zaś szacowana jest na 12–21 lat. W niewoli bieliki dożywać mogą 42 lat, jednak dokładna długość ich życia poza naturalnym środowiskiem jest niewystarczająco zbadana.

## Status, zagrożenia i ochrona
IUCN uznaje bielika za gatunek najmniejszej troski (LC, Least Concern) nieprzerwanie od 2005 roku (stan w 2018). Wcześniej w latach 1994, 2000 i 2004 gatunek miał status gatunku bliskiego zagrożenia (NT, Near Threatened).
Z danych archeozoologicznych wynika, że bielik niegdyś występował w całej Europie. W XIX wieku rozpoczął się jednak gwałtowny spadek liczebności gatunku, połączony ze zmniejszeniem zasięgu jego występowania, szczególnie w zachodnich i południowo-zachodnich częściach zasięgu. Wymarł między innymi na Wyspach Owczych, w Szkocji, Irlandii, Anglii, większości kontynentalnej Europy (w Danii, Austrii, Francji, Włoszech, Rumunii, Albanii, Portugalii) z wyjątkiem północnych i wschodnich rejonów oraz w niektórych krajach basenu Morza Śródziemnego (Egipcie, Izraelu, Algierii). W drugiej połowie XX wieku w części zasięgu (m.in. w krajach nadbałtyckich oraz skandynawskich) liczebność populacji zaczęła wzrastać lub ustabilizowała się . Dzięki temu w regionie bałtyckim na początku XXI w. żyła połowa światowej populacji. W sumie liczebność bielików w Europie wzrosła od lat 60. XX wieku z ok. 650–900 par do ok. 5400–6600 par w 2004 roku. W dalszym ciągu na początku XXI wieku bieliki były rzadkie we wschodnim regionie Morza Śródziemnego, ani nie zajęły ponownie terenów z zachodnich krańców zasięgu. Wzrost liczebności populacji bielika nastąpił wskutek ustanowienia ochrony biernej gatunku oraz podjęcia ochrony czynnej, w tym doglądania gniazd, zapewniania nieskażonego pożywienia zimą oraz programów reintrodukcji. Wedle szacunków BirdLife International z 2015 roku europejska populacja bielika liczyła 9–12,3 tys. par lęgowych, z czego najwięcej w Norwegii (2,8–4,2 tys.), Rosji (2–3 tys.), Polsce (1–1,4 tys.), Szwecji (550–700) i Niemczech (628–643).
Populacja bielika podlega różnym programom monitoringu. W ramach programu Monitoring Ptaków Polski wchodzi w skład podprogramów monitoringu ptaków drapieżnych i monitoringu lęgowych ptaków morskich. Wyniki monitoringu produktywności bielika są podstawą jednego ze wskaźników branych pod uwagę przy wykonywaniu oceny stanu Bałtyku na potrzeby Komisji Ochrony Środowiska Morskiego Bałtyku HELCOM.

### Status w Polsce
Na opublikowanej w 2020 roku Czerwonej liście ptaków Polski bielik został sklasyfikowany jako gatunek najmniejszej troski (LC).
Występowanie bielików na terenie Polski poświadczone jest, na podstawie danych archeozoologicznych, od IX-XIII w. n.e. Szczątki ptaków tego gatunku znajdowano na obszarze zbliżonym do obecnego zasięgu, do początku XIX w. Zbliżona do dzisiejszej była również jego liczebność. Intensywne tępienie spowodowało drastyczny spadek liczebności gatunku, tak że w latach 30. XX w. na terenie kraju notowano tylko kilkanaście lęgowych par bielika. Od roku 1945 do końca lat 60. XX w. odnotowano lekki wzrost liczebności. W latach 50. XX wieku gniazdowało 49 do 56 par, natomiast na przełomie lat 60. i 70. było już około 100 par. W kolejnych latach, prawdopodobnie w związku z nasilonym stosowaniem chemicznych środków ochrony roślin (m.in. DDT) i skażeniem metalami ciężkimi, nastąpił spadek liczebności. Jednak od lat 80. liczebność tego gatunku ponownie wzrosła, do 210–240 par pod koniec lat 80., 430–500 par pod koniec lat 90., natomiast w roku 2008 stwierdzono już 767 par. W okresie pomiędzy 1994 rokiem a 2008 rokiem liczebność bielików Polsce zwiększała się średnio o 40 par rocznie. Największe tempo wzrostu liczebności odnotowano w 1998 roku (ponad 20%), do roku 2008 zmalało ono do 5–7% rocznie. Sukces lęgowy w tym okresie wynosił 68%, na parę lęgową przypadało średnio 0,97 odchowanych młodych w roku. Tempo 5% rocznie utrzymywało się nadal i w okresie 2008–2016 nastąpił czterdziestoprocentowy wzrost populacji przy nieznacznym wzroście rozpowszechnienia. Polska jest trzecim w Europie krajem pod względem liczby gniazdujących osobników tego gatunku (po Norwegii i Rosji). W pierwszej dekadzie XXI wieku w Polsce główne lęgowiska bielików znajdowały się na zachodzie kraju (głównie w dolinie Odry), na wybrzeżu, Mazurach oraz przy wschodnich granicach kraju. Odbudowywanie populacji wiązało się z wkraczaniem w regiony podgórskie i górskie.
Bieliki zimują w całej Polsce, przy czym największe liczebnie zimowiska (po kilkanaście-kilkadziesiąt osobników) w drugiej dekadzie XXI wieku to bałtyckie zalewy i zatoki z ujściowymi odcinkami Odry i Wisły. W głębi lądu kilkunastoosobnicze zimowiska w tym okresie znajdowały się na zbiornikach Włocławskim, Turawskim, Jeziorsko i Stawach Milickich. W drugiej połowie lat 80. XX w. zimowało w Polsce po około dwustu osobników, a w drugiej dekadzie XXI w. średnio 357 osobników. W tym drugim okresie stanowiło to ok. 4% europejskiej populacji zimującej.

### Zagrożenia
Na spadek liczebności populacji bielika w XIX–XX wieku nałożyło się kilka przyczyn. Spośród nich główne to: polowania na bieliki i ich tępienie jako szkodników przez ludzi, zanieczyszczenie środowiska, zwłaszcza przez pestycydy chloroorganiczne, metale ciężkie i polichlorowane bifenyle, niszczenie siedlisk (melioracje, wycinka lasów), zatrucia trutkami wykładanymi w celu tępienia drapieżników oraz amunicją ołowianą, spożywaną w ciałach zwierząt postrzelonych przez myśliwych, a także kolizje z infrastrukturą techniczną.

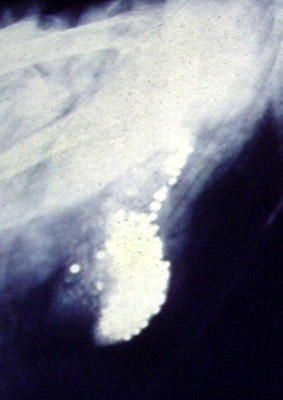
Ołowiana amunicja myśliwska, pozostająca w środowisku, stanowi śmiertelne zagrożenie dla ptactwa. Bieliki, żerując na padlinie ptaków padłych wskutek zatrucia ołowiem same ulegają zatruciu. Na zdjęciu rentgenowskim – połknięty z pokarmem śrut ołowiany był przyczyną śmiertelnego zatrucia tego łabędzia z północnej Francji.

Bielik, podobnie jak inne drapieżniki, postrzegany był przez ludzi w XIX i XX w. jako konkurent i szkodnik, ograniczający pogłowie zwierzyny łownej i zagrażający zwierzom hodowlanym. Dlatego był tępiony: ptaki zabijano, niszczono gniazda i jaja. W Anglii do 1835 roku wypłacano nagrody za zabicie bielika – 5 szylingów od głowy, w Norwegii system premiowy działał do 1932 roku – tam za zabitego bielika płacono 2 korony. W samej Norwegii w latach 1846–1869 wypłacono nagrody za zabicie 88467 orłów. Strzelanie do orłów stało się źródłem utrzymania wielu ludzi, stanowiło też rozrywkę dla różnych grup społeczeństwa. Do tego pod koniec XIX wieku nastała moda na kolekcjonowanie jaj i skórek ptasich. W rezultacie w wielu krajach Europy Zachodniej i obszaru śródziemnomorskiego bielik całkowicie wyginął, a na innych terenach stał się rzadki. Potrzeby kolekcjonerów zaspokajał import trofeów ze wschodniej Europy, skutkując wzrostem presji na tamtejsze populacje. Prześladowaniom i tępieniu bielików nie zapobiegło wprowadzenie prawnej ochrony bielika. W Polsce w latach 80. XX wieku przypadki zastrzelenia bielika notowano każdego roku, pomimo tego, że był wtedy gatunkiem rzadkim objętym ochroną gatunkową. Odstrzał był przyczyną śmierci 37% ptaków w Grenlandii. Prześladowania ptaków przez ludzi w dalszym ciągu stanowi poważne zagrożenie dla bielików w niektórych rejonach centralnej i południowej Europy oraz Azji.
Poważnym zagrożeniem dla bielików jest zanieczyszczenie środowiska chemicznymi środkami ochrony roślin, metalami ciężkimi i innymi odpadami poprzemysłowymi. Bieliki są drapieżnikami szczytowymi w łańcuchach troficznych, odżywiają się głównie rybami, są ponadto organizmami długowiecznymi – te cechy powodują, że wskutek biomagnifikacji w ich ciałach mogą kumulować się bardzo duże ilości antropogenicznych toksyn. Stwierdzono, że u bielików zamieszkujących regiony przybałtyckie stężenie chloroorganicznych pestycydów, takich jak DDT i jego pochodnych (DDE) oraz polichlorowanych bifenyli (PCB), było w latach 60.–80. XX w. jednym z największych notowanych u wszystkich organizmów naszego globu. Stężenie DDT w tłuszczu padłych bielików w Szwecji sięgało do 3,6% (36 mln ng/g), a stężenie PCB – 1,6% (16 mln ng/g). W latach, gdy DDT był powszechnie stosowany, bieliki z rejonu Bałtyku produkowały jaja o skorupkach cieńszych o 13–19,7% w stosunku do jaj sprzed okresu stosowania DDT. Jaja o cieńszych skorupkach łatwiej ulegały zgnieceniu pod ciężarem wysiadującego rodzica, ponadto zaburzeniu ulegała wymiana gazowa przez skorupkę. Towarzyszyło temu zmniejszenie liczby odchowywanych młodych, do zaledwie 0,15–0,3 na parę. Wysokie stężenia DDE i PCB w jajach powodowały też podwyższoną śmiertelność zarodków bielików. Analizy chemiczne padłych zwierząt wykazały, że częstą przyczyną śmierci dorosłych ptaków bywa zatrucie metalami ciężkimi, takimi jak rtęć i ołów. Zatrucia rtęcią są najprawdopodobniej konsekwencją spożywania skażonych ryb. Zatrucia ołowiem są konsekwencją spożywania zwierzyny łownej, postrzelonej śrutem ołowianym. Sekcje padłych ptaków wykazały też, że przyczyną śmierci bielików bywały trucizny zawarte w trutkach, wykładanych w celu tępienia lisów, wilków i ptaków krukowatych. Także środki czynne trutek na gryzonie podlegają biomagnifikacji i stanowią przyczynę zatruć bielików. W latach 2018–2020, spośród wszystkich analizowanych zgonów bielików spowodowanych zatruciem, w 10% przypadków przyczyną były rodentycydy antykoagulacyjne.

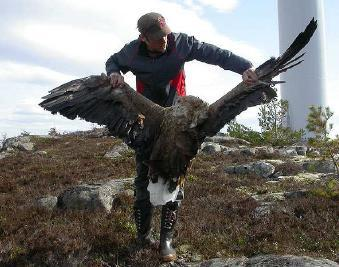
Kolizje z elektrowniami wiatrowymi są coraz częstszą przyczyną śmierci bielików.

Zagrożenie dla populacji bielika stanowić może utrata siedliska i odlesienie. Bieliki preferują zakładanie gniazd na drzewach, dlatego wycinanie lasów, a zwłaszcza starych drzew położonych w pobliżu zbiorników wodnych, które mogą utrzymać gniazdo, może wpływać na stan populacji. Ponadto prace leśne oraz ułatwianie dostępu do lasów dla ludzi przez budowa dróg leśnych mogą odstraszać bieliki od gniazdowania. Negatywne skutki dla bielików mogą wynikać z regulacji rzek i osuszania mokradeł, co ograniczać będzie bazę pokarmową. Prognozuje się, że coraz większym zagrożeniem dla bielików może stać się zakłócanie przez aktywność ludzką spokoju gniazdujących par. Nasilony ruch turystyczny, rozbudowa infrastruktury technicznej oraz budownictwa mieszkalnego w strefach, w których występują bieliki (np. na atrakcyjnych z punktu widzenia człowieka terenach nad wybrzeżami morskimi i jeziorami) może odstręczać bieliki od gniazdowania w pobliżu lub przyczyniać się do porzucania lęgów. W drugiej dekadzie XXI wieku spadek liczebności populacji w azjatyckiej części Rosji przypisywany jest wylesieniu i rozwojowi przemysłu petrochemicznego.
Kolizje z napowietrznymi liniami energetycznymi to istotne źródło śmiertelności w populacjach bielików. W Meklemburgii w latach 1946–1972 aż 20% przypadków śmierci bielików było rezultatem zderzenia z liniami przesyłowymi i porażenia prądem. Rozwój sieci komunikacyjnych oraz nasilenie ruchu drogowego i kolejowego stanowi kolejny czynnik zagrażający bielikom. W Szwecji w latach 2000–2009 zderzenie z pociągiem było najczęstszą przyczyną śmierci bielików. Truchła zwierząt, leżące przy szlakach komunikacyjnych oraz pod stacjami elektrowni wiatrowych stanowią źródło pokarmu, z którego bieliki coraz częściej korzystają. Wiąże się to ze zwiększonym ryzykiem kolizji z pojazdami bądź łopatami śmigieł elektrowni. Jak wynika z obserwacji bielików zamieszkujących norweską wyspę Smøla, po założeniu na niej wielkiej fermy wiatrowej liczba par tam gniazdujących zmniejszyła się z 13 przed budową fermy, do 5 po ośmiu latach od budowy. Ponadto te osobniki, które pozostały, nie zmniejszyły swej aktywności na terenie farmy, a częstość lotów w strefie zasięgu rotorów turbin nawet wzrosła.

### Ochrona
Bielik jest gatunkiem prawnie chronionym we wszystkich państwach. Bielik został wymieniony w załączniku I Dyrektywy Rady 79/409/EWG z dnia 2 kwietnia 1979 roku w sprawie ochrony dzikich ptaków (tzw. dyrektywa ptasia), stając się w krajach Unii Europejskiej przedmiotem ochrony w ramach sieci Natura 2000. Jest też chroniony na mocy Konwencji berneńskiej. Jako gatunek wędrowny chroniony jest na mocy postanowień Konwencji bońskiej. Handel bielikami jest poddany ograniczeniom i ścisłej reglamentacji na mocy konwencji CITES.
Na terenie Polski prawną ochronę bielika wprowadzono w 1952 roku. Gatunek jest objęty ochroną ścisłą, nie dotyczą go zwolnienia od zakazów wynikające z wykonywania czynności związanych z prowadzeniem racjonalnej gospodarki rolnej, leśnej lub rybackiej, wymaga ustalenia stref ochrony ostoi, miejsc rozrodu lub regularnego przebywania. Wokół gniazd bielików obowiązuje strefa ochronna: przez cały rok w promieniu do 200 m, a okresowo (od 1 stycznia do 31 lipca) – w promieniu do 500 m od gniazda. Podobne regulacje istnieją w kilku innych krajach, mogą dotyczyć zarówno zakazu wycinki i prowadzenia innej aktywności leśniczej w pobliżu gniazd lub generalnie niepokojenia gniazdujących ptaków. Obowiązują w Niemczech, na Islandii (w okresie od 15 marca do 15 sierpnia), Węgrzech i Litwie, w Czechach, Finlandii i Grecji (niekiedy brak określonego dokładnie promienia strefy ochronnej).

#### Reintrodukcja
Reintrodukcja jest jednym ze sposobów na przywrócenie bielika na terenach, na których wymarł. Reintrodukcję prowadzi się przeważnie w oparciu o osobniki z hodowli. Po raz pierwszy bielika rozmnożono w niewoli w 1961 roku, w ogrodzie zoologicznym w Wiedniu. Następnie udawało się to w placówkach w Abu Kabir, Arnhem, Baton Rouge, Berlinie, Brnie, Le Vaud, Moskwie, Neumünster, Rostowie i Stuttgarcie, w których odchowano łącznie 35 młodych osobników. W 1994 roku kilkadziesiąt ośrodków przystąpiło do projektu hodowlanego EEP. Jednym z nich został ogród zoologiczny w Poznaniu. Bieliki z tej placówki przekazywano na początku XXI wieku do programów reintrodukcji w Izraelu.
Jednej z pierwszych skutecznych reintrodukcji dokonano w Szkocji, gdzie po 1916 roku nie odnotowywano lęgów bielika. W 1959 roku podjęto próbę wprowadzenia dwóch osobników, lecz bez powodzenia. W 1968 roku wsiedlono cztery bieliki, które nie przeżyły. W latach 1975–1985 rocznie sprowadzano z norweskiej populacji około 10 piskląt. Zabierane były z gniazd w wieku 5–6 tygodni. Po odchowie i wstępnej aklimatyzacji w stacji na wyspie Rum wypuszczano je u wybrzeża Szkocji. Łącznie w czasie trwania projektu uwolniono 82 bieliki. W 1983 roku pierwsze pary przystąpiły do lęgów, a pierwsze szkockie pisklę opuściło gniazdo w 1985 roku. Do roku 1997 w Szkocji do lęgów przystępowało 13–15 par, które odchowały 64 potomków.
Reintrodukcję na niewielką skalę prowadzono w Szlezwiku-Holsztynie od połowy lat 70. XX wieku do 1982 roku. Bieliki w tym regionie nie zostały nigdy wytępione, jednak ich sukces lęgowy uległ znacznej redukcji. W czasie trwania projektu zasilono populację 41 młodymi osobnikami. Pochodziły one z obcych populacji, co wzbudziło obawy związane z napływem potencjalnie niekorzystnych genów – bieliki z obcych populacji przystępowały do toków w innych porach roku, niż rodzime. Program ten nie zakończył się sukcesem, a większość sprowadzonych ptaków zginęła. W Czechach program reintrodukcji prowadzono w latach 1978–1988. Wypuszczono wówczas w okolicy stawów w Trzeboniu 9 osobników wyhodowanych w Niemczech. Wprawdzie dwa z nich nie przeżyły, jednak pozostałe zasiedliły stawy w Trzeboniu, skutecznie wyprowadzając lęgi. Program reintrodukcji bielików na terenie Czech zbiegł się w czasie ze wzrostem liczebności populacji polskiej, niemieckiej i skandynawskiej, migranci z których pospołu z osobnikami reintrodukowanymi przyczyniły się do odbudowy populacji w Czechach. W latach 90. XX wieku rozpoczęto reintrodukcję bielików Izraelu. Wcześniej ostatnie lęgi odnotowano w latach 50. XX wieku w dolinie Jordanu. W 1997 roku obserwowano budowanie gniazda przez parę bielików. Utworzyły ją osobniki wsiedlone w latach 1992 (samiec) i 1993 (samica). Przez dwa kolejne sezony lęgowe nie stwierdzono jednak zniesień.
W drugiej połowie lat 90. XX wieku planowano reintrodukcję bielików w Irlandii, Austrii (wówczas już po pierwszych wsiedleniach) i Holandii. W Irlandii po wstępnych przygotowaniach w 2007 roku rozpoczęto program reintrodukcji i do 2011 roku w Killarney National Park wypuszczono 100 młodych osobników. Było to 51 samców i 49 samic pochodzących z Norwegii. W 2012 roku odbyły się pierwsze pomyślne lęgi, a w 2013 roku pochodzące z niego młode opierzyły się. Do 2016 roku łącznie opierzyło się 14 młodych. W Austrii celem monitorowania populacji bielika WWF Österreich utworzyło oddzielny projekt. W 2001 roku po raz pierwszy od dziesięcioleci odbył się w Austrii pomyślny lęg bielika. Również holenderski rząd w 1996 roku wyraził zgodę na podjęcie programu reintrodukcji bielika, który to gatunek zanikł z terenów Holandii przed połową XVII wieku. Jednak już w 2000 roku program reintrodukcji został zawieszony ze względu na gwałtowną ekspansję niemieckiej populacji bielika, z której migranci osiedlali się w Holandii. W 2006 roku odbył się pierwszy od kilku stuleci lęg bielika w Holandii.

#### Zimowe dokarmianie
Celem zwiększenia przeżywalności młodych bielików w trakcie ich pierwszej zimy, krytycznej dla niewprawionych w polowaniu osobników, prowadzi się zimowe dokarmianie. Do lat 90. XX wieku najwięcej działań tego rodzaju podjęto w Szwecji. Wykładana padlina, pozyskiwana głównie ze zwierząt gospodarskich, wykazywała się niską zawartością DDT i PCB. Punkty dokarmiania rozmieszczano na zamarzniętych jeziorach i zatokach, na bagnach i u wybrzeży Bałtyku. Dokarmianie, prowadzone od października do marca, poskutkowało wzrostem przeżywalności młodych bielików do co najmniej 50%. Niezanieczyszczona padlina pozytywnie wpłynęła również na sukces rozrodczy dorosłych osobników. Pod koniec lat 90. XX wieku dokarmiano bieliki również w Finlandii oraz, na mniejszą skalę, w Estonii, Niemczech i na Węgrzech. W 1991 roku Duńskie Towarzystwo Ornitologiczne wdrożyło program dokarmiania bielików na wzór szwedzkiego. W 1912 roku bieliki zostały w Danii wytępione, zaś program miał na celu przywrócenie bielika jako gatunku lęgowego. Projekt został jednak zakończony w roku 2000, jako że bieliki wobec obfitej dostępności naturalnego pożywienia nie były zainteresowane wykładaną padliną. Pierwszy po blisko 80 latach pomyślny lęg w Danii odbył się w 1996 roku. W latach 90. XX wieku dokarmiano bieliki na Słowacji w dolinie Dunaju i w rejonie Jeziora Orawskiego.

#### Budowa platform gniazdowych
Dostępność miejsc lęgowych może ograniczać występowanie bielików – jak wynika z szacunków, w starodrzewiu sosnowym na tysiąc drzew tylko jedno spełnia wymagania bielików, jeśli chodzi o miejsce do założenia gniazda. Od lat 70. do lat 90. XX wieku z powodzeniem budowę platform gniazdowych przeprowadzono na Litwie, Łotwie i Finlandii, co przyczyniło się do wzrostu liczebności bielików w tych krajach. W Polsce platformy gniazdowe dla ptaków drapieżnych rozpoczęto stawiać w roku 1981, głównie dla rybołowów, wówczas bardziej zagrożonych od bielików. Platformy dla bielików lokalizowane były w środkowej części koron, dla rybołowów – na ich szczytach. Większość z nich została wykorzystana przez bieliki do gniazdowania. W 2011 roku budowę platform gniazdowych wskazano jako jedno z ważniejszych działań ochronnych dla przywrócenia gniazdowań bielika na Słowacji. Lęgi bielików na przygotowanych przez człowieka platformach odnotowano również w Danii przed 2011 rokiem oraz w Rumunii, w okresie 1992–2002. Nie zawsze jednak budowa platform lęgowych przynosi skutki. W latach 2007–2009 przeprowadzono w obwodzie samarskim projekt budowy platform dla orłów cesarskich i bielików. Podczas inspekcji w 2011 roku ustalono, że żadna z platform nie została wykorzystana do gniazdowania, mimo że w tym czasie gniazda niektórych par uległy zniszczeniu z powodów naturalnych.

#### Zabezpieczanie linii energetycznych
W celu zmniejszenia prawdopodobieństwa kolizji ptaków z infrastrukturą energetyczną na przewodach napowietrznych zawieszane są duże, jaskrawe kule lub spirale w kontrastowych barwach. Wizualizują one bielikom (i innym ptakom) istnienie napowietrznej przeszkody. Aby zabezpieczyć ptaki przed porażeniem prądem od niedawna stosuje się izolowane przewody, zaś na słupach energetycznych, wykorzystywanych przez bieliki jako czatownie, instalowane są specjalne siedziska.

## Bielik w kulturze

Godło Polski

Orły, jako największe ptaki drapieżne, od najdawniejszych czasów wzbudzały podziw ludzi, często połączony z przekonaniem o nadnaturalnym pochodzeniu tych ptaków. Uważano je za istoty zdolne do dotarcia do niebiańskich siedzib bogów. Symbolizowały siłę, wielkość i męstwo. To powodowało, że pełniły ważną rolę w kulturze i wierzeniach ludzi. Ze względu na podobieństwo bielika do orłów właściwych znaczenie tego gatunku dla kultury ludzkiej również jest istotne. Szpony bielików były wykorzystywane jako ozdoby przez neandertalczyków. Elementy szkieletu bielików znajdowano w grobach z okresu brązu na Orkadach, np. w słynnym grobie Tomb of the Eagles na wyspie South Ronaldsay czaszki, skrzydła i pazury kilku bielików złożone były w wyeksponowanym miejscu w centralnej części komory grobowej. W Szkocji odnaleziono nakamienne wizerunki przedstawicieli tego gatunku, datowane na epokę żelaza, na neolitycznych stanowiskach w dolnym biegu Renu znaleziono też przedmioty użytkowe (igły, szydła) wykonane z kości bielików.
Bieliki wykorzystywano w sokolnictwie do polowań, między innymi na żurawie, czaple, łabędzie, zające, lisy, a nawet wilki. Szczególnie popularne w sokolnictwie były w Azji Środkowej. Do polowań układano ptaki młode, wybrane jeszcze z gniazda, ze względu na to, że starsze osobniki mogły stanowić zagrożenie dla sokolnika i jego otoczenia.
W literaturze staroangielskiej częstym motywem było zestawienie trójki zwierząt: kruka, lisa i orła, najprawdopodobniej bielika. W poematach staroangielskich bielika określano słowem earn, blisko powiązanym z gaelickim erne, jakim określano bieliki w starszych opracowaniach ornitologicznych. Choć earn odnosiło się ogółem do orła, niekoniecznie bielika, najpewniej to właśnie tego ptaka wspomniano w poematach The Seafarer i Bitwa pod Brunanburh nieznanych autorów czy Elene Cynewulfa. W poezji staroskandynawskiej bielik był znany jako ørn. Zwrot „nakarmić orły” był metaforą zabicia wroga. Odnaleźć go można na przykład w poemacie o królu Olafie Skötkonungu, na którego ciele pożywia się bielik z wilczycą.

### Bielik jako symbol
Ponieważ wierzono, że orzeł ma moc odpędzania zła, już w starożytności jego wizerunki noszono przed władcami, by zapewnić im ochronę, i ozdabiano nimi insygnia wodzów i władców. Wizerunek srebrnego orła był od czasów Mariusza głównym znakiem każdego legionu rzymskiego. Orły od starożytności uważano za ptaki królów i władców, jako symbol władzy i państwowości przejęli je sukcesorzy Imperium Rzymskiego.
W rezultacie orzeł jest jednym z ptaków drapieżnych, który najczęściej pojawia się w heraldyce. Jego wizerunek znajduje się w godłach 25 krajów. Czarny orzeł w herbie Niemiec uważany jest przez niektórych ornitologów za młodocianego (a więc ciemno upierzonego) bielika, o czym świadczyć miałby jego nieopierzony skok. Biały orzeł jest z kolei godłem Polski. Przyjmuje się, że jest to wizerunek bielika.
Biały orzeł miał szczególne znaczenie w kulturze Słowian, ponieważ w ich wierzeniach kolor biały miał wyróżniać istoty pochodzenia boskiego. Białego orła uważano więc za króla wszystkich zwierząt, względnie za króla ptaków. Wizerunek białego orła, według legendy podanej przez Marcina Bielskiego, miał być przyjęty przez Lecha, księcia Polan, jako godło państwa. Długosz podaje, że orła białego nadał państwu Bolesława Chrobrego Otto III, co jednak uznawane jest za zmyślenie kronikarza. Za omawianym gatunkiem jako zwierzęciem herbowym opowiadają się również historycy, kojarząc jego wygląd z majestatem i wielkością. Biały ptak, przypominający orła, widniał w herbie księcia wielkopolskiego Przemysła II, który po jego koronacji w 1295 roku stał się herbem państwa polskiego. Przyjęcie białego orła jako herbu królestwa, zjednoczonego po okresie rozbicia dzielnicowego, stanowiło odwołanie do tradycji wcześniejszych władców piastowskich, oraz do funkcjonującego w średniowieczu mitu o orle, który odradzał się po kąpieli w wodzie.

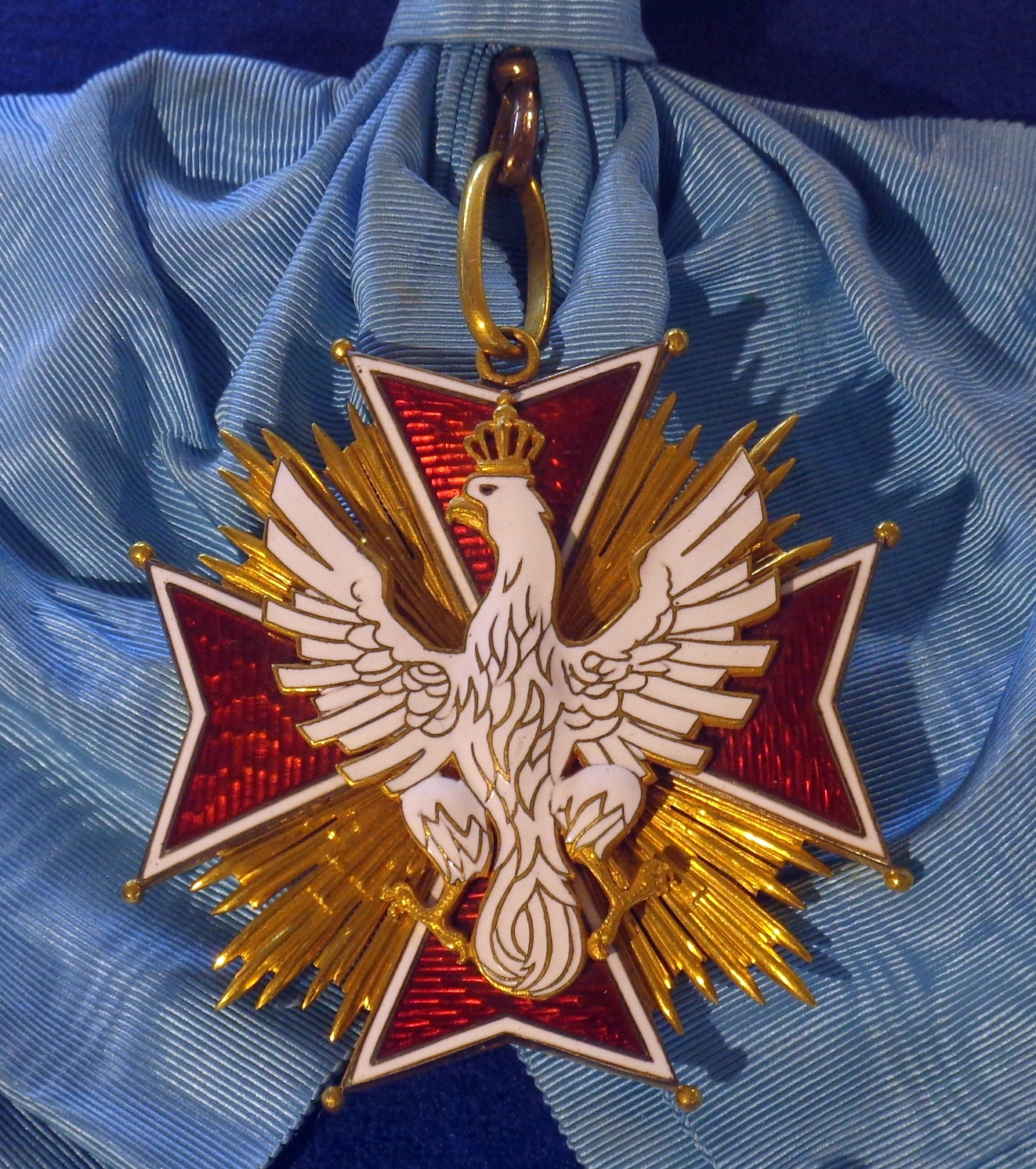
Krzyż Orderu Orła Białego z lat 1921–1939

Wizerunek białego orła umieszczano na polskich medalach, odznakach i pieczęciach jako symbol narodowy i jako utożsamienie niepodległej ojczyzny. Jednym z najwyższych i najstarszych odznaczeń państwa polskiego jest Order Orła Białego, ustanowiony w 1705 roku przez Augusta Mocnego. Jego nazwa pochodzi od jednej ze zwyczajowych nazw bielika. Na rewersie tego orderu, mającego kształt krzyża maltańskiego, umieszczono emaliowany wizerunek białego orła ze złotą koroną.
Nazwa zwyczajowa gatunku, tak w języku polskim, jak i w innych językach, jest też powszechnie wykorzystywana jako nazwa okrętów oraz statków wodnych i aparatów latających. W Marynarce Wojennej RP miano ORP Bielik nadano dwóm okrętom podwodnym, jednemu projektu 613 (ORP Bielik (1955)) oraz jednemu projektu 207 (ORP Bielik (1967)). Spośród okrętów innych krajów, noszących nazwę zapożyczoną od tego gatunku, sławę podczas I wojny światowej uzyskał rajder SMS „Seeadler” pod dowództwem kpt. von Lucknera. Zwyczajową nazwę tego gatunku wykorzystano także do nazwania skonstruowanego w Polsce typu samolotu odrzutowego: EM-10 Bielik, a za granicą – odrzutowych pocisków rakietowych „Sea Eagle”.
Wizerunek orła często wybijano na monetach. Tradycję tę zapoczątkował Ptolemeusz I Soter, umieszczając podobiznę orła w charakterze symbolu władzy królewskiej. Podobiznę ptaka, którego można identyfikować jako bielika, znaleźć można na monetach wybijanych przez polskich królów. Pierwszą monetą z takim wizerunkiem na awersie jest denar Bolesława Chrobrego. Podobnie jak w czasach antycznych, wizerunek orła stosowano początkowo jako znak władzy królewskiej, z biegiem czasu stał się on stałym elementem zdobniczym polskich monet. Narodowy Bank Polski emituje od 1995 roku serie monet bulionowych, początkowo pod nazwą „Orzeł bielik”, a obecnie „Bielik”, na rewersie, których widnieje wizerunek bielika.
Przedstawienia bielika można znaleźć na znaczkach pocztowych. Poczta Polska w 1919 roku z okazji pierwszej sesji Sejmu wydała znaczek z „białym orłem”. Jest to najstarszy znaczek z ptakiem szponiastym wydany w Europie. W roku 1960 wizerunek bielika ukazał się w serii „Ptaki chronione” autorstwa J. Desselbergera. W 1976 roku bielik pojawił się na znaczku poświęconym Wolińskiemu Parkowi Narodowemu w serii „Parki narodowe”. W 1993 roku podczas Światowej Wystawy Filatelistycznej wyemitowano blok „Legenda o orle białym” z przedstawieniem bielika siedzącego na gnieździe oraz, dla uczczenia 75. rocznicy odzyskania niepodległości przez Polskę, blok z dwoma sylwetkami bielika. Przedstawienia bielika można też znaleźć na znaczkach pocztowych emitowanych w innych krajach (m.in. Ukrainie, Kazachstanie).

Bielik jest symbolem Wolińskiego Parku Narodowego

Obszar Wolińskiego Parku Narodowego był, w chwili tworzenia Parku w latach 60. XX w., jednym z nielicznych miejsc w Polsce, gdzie gniazdowały bieliki. W roku powołania Parku pod opiekę jego pracowników trafiło chrome pisklę bielika – ptak, któremu nadano imię „Kuba”, przez 34 lata mieszkał w wolierze przy siedzibie dyrekcji Parku. Stąd stylizowany wizerunek bielika stał się symbolem Parku. Na obszarze Parku gniazdują corocznie 3–4 pary bielików.

### Bielik jako źródło surowca
Mięso bielików uchodziło w XVIII w. za przysmak na Kamczatce i Ukrainie, a w czasach wcześniejszych mięso młodych osobników stanowiło element kulinarny wesel w Anglii.
Bieliki hodowano w klatkach w celu pozyskania piór, zrzucanych w trakcie pierzenia. Pióra te wykorzystywano do opierzania strzał i dla ozdoby. Stanowiły też ważny element panoplii husarskiej – używane były przy konstruowaniu skrzydeł husarskich, które stanowiły element zabezpieczający jeźdźca przed cięciami z tyłu i złapaniem na arkan. Widok skrzydlatych jeźdźców miał deprymować atakowanego przeciwnika, a szum piór płoszył wierzchowce.